# Genesis (Bibel)

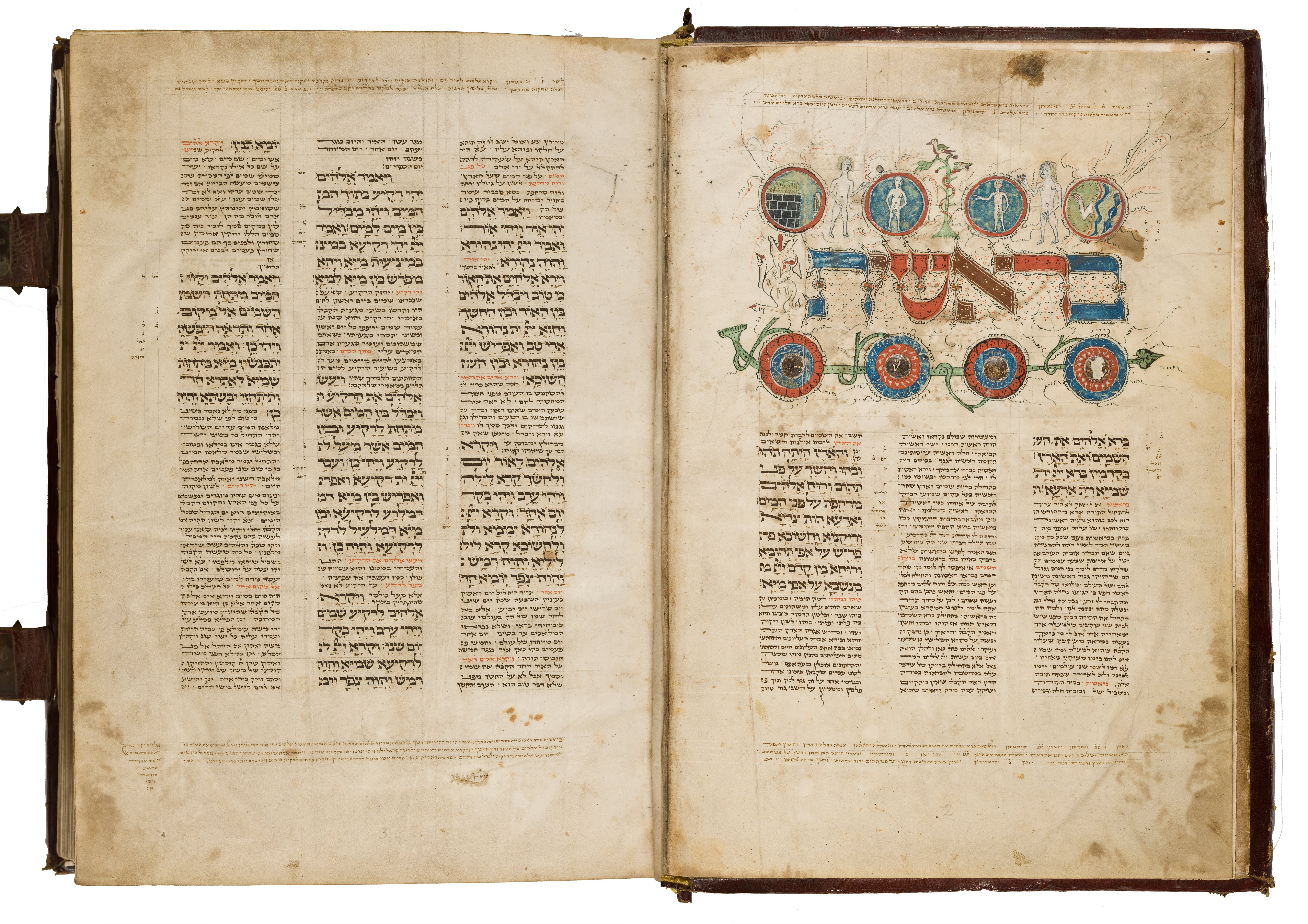
Beginn des Buchs Bereschit (Chumasch mit Haftarot und Megillot, 1344, Israel-Museum)

Das Buch Genesis (abgekürzt Gen) ist das erste Buch der Tora (des Pentateuch), welches die jüdische Bibel (Tanach) ebenso wie den ersten Hauptteil der christlichen Bibel (Altes Testament) eröffnet. Im Original wurde es auf Hebräisch geschrieben und bereits in der Antike mehrfach übersetzt. Bereschit (hebräisch בְּרֵאשִׁית ‚Im Anfang‘) ist der Name der Genesis in jüdischen Bibelausgaben. 1. Buch Mose heißt das Buch Genesis in der Lutherbibel und den meisten protestantischen Bibelausgaben.
Die Genesis hat drei Hauptteile: Die Urgeschichte (Kapitel 1–11), die Erzelternerzählungen (Kapitel 12–36) und die Josefsgeschichte (Kapitel 37–50). Von manchen Kommentatoren wird die Josefsgeschichte als Teil der Erzelternerzählungen betrachtet.
Die Urgeschichte führt von Gottes Schöpfung der Welt über die Ausweisung des Menschen aus dem Paradiesgarten und die Fast-Zerstörung der Welt in der Sintflut bis zur Auffächerung der Menschheitsfamilie in viele Völker und Sprachen. Nach der Sintflut schließt Gott einen Bund mit Noach und seiner Familie. Obwohl das menschliche Planen böse sei, segnet Gott die Menschen und garantiert ihre Lebensgrundlagen (Gen 8,21 ).
Die Erzelternerzählungen handeln davon, dass Gott mit der Familie Abrahams einen neuen Anfang macht. Das Zeichen des Abrahamsbundes ist die Beschneidung. Abraham und seiner Frau Sara verheißt Gott Kindersegen und Landbesitz in Kanaan; aber während sich die erste Verheißung nach mehreren Gefährdungen erfüllt, bleibt die zweite im Rahmen der Genesis noch uneingelöst. Auch in der nächsten Generation leben Isaak und Rebekka als Fremde im Land Kanaan; zwischen ihren Zwillingssöhnen Jakob und Esau kommt es zum Konflikt. Jakob sichert sich das Erstgeburtsrecht und durch eine List auch den väterlichen Segen. Er muss vor dem Zorn Esaus zu seiner Verwandtschaft in das dem heutigen Nordsyrien entsprechende Gebiet fliehen. Viele Jahre später kehrt er mit seinen beiden Frauen Lea und Rahel und elf Söhnen als reicher Herdenbesitzer nach Kanaan zurück und versöhnt sich mit Esau. Bei der Geburt des zwölften Sohns Benjamin stirbt Jakobs Lieblingsfrau Rahel.
Die Josefsgeschichte behandelt einen Bruderkonflikt in der nächsten Generation: Jakob bevorzugt Josef, den älteren Sohn Rahels. Josefs Träume von Herrschaft und Macht erregen den Neid seiner Brüder, die ihn verschwinden lassen und dem Vater gegenüber als tot darstellen. Als Sklave in Ägypten bleibt Josef aber trotz aller Widrigkeiten sichtbar von Gott gesegnet und steigt durch seine Traumdeutungsgabe zum Vizekönig auf. Dank seiner Weisheit lässt er Getreidevorräte anlegen und kann so die ägyptische Bevölkerung in einer schweren Hungersnot versorgen. Auch Palästina ist von dieser Hungersnot betroffen, und Jakob schickt seine Söhne nach Ägypten, um Getreide zu kaufen. Hier treten sie dem mächtigen Vizekönig als Bittsteller gegenüber, der sich ihnen schließlich als Bruder zu erkennen gibt. Auf die Nachricht, dass der angeblich tote Josef lebt, reist der greise Jakob nach Ägypten. Auf Einladung des Pharaos siedelt sich die ganze Jakobsfamilie in der Region Goschen an. Die Josefsgeschichte schließt mit Jakobs Segen über Josefs Söhne Ephraim und Manasse und den Segenssprüchen, die Jakob vor seinem Tod seinen zwölf Söhnen bzw. den von ihnen abstammenden zwölf Stämmen Israels mitgibt. Nach Jakobs Tod versichert Josef seinen besorgten Brüdern, dass er ihnen wohlgesonnen sei. Sie hatten ihm zwar einst übel mitgespielt, aber Gott ließ Gutes daraus entstehen.

## Bereschit – Genesis – Erstes Buch Mose
Der hebräische Buchtitel ist ein Incipit, eine Bezeichnung nach dem ersten Wort des Textes: hebräisch בְּרֵאשִׁית bəre’šît, deutsch ‚Im Anfang‘. Dieser Buchtitel war bereits in der Spätantike üblich; Hieronymus transkribierte ihn um 390 n. Chr. als Bresith.
Als jüdische Gelehrte in hellenistischer Zeit ihre heiligen Schriften ins Griechische (Koine) übersetzten, begannen sie im 3. Jahrhundert v. Chr. mit dem Ersten Buch Mose und gaben ihm einen Buchtitel, der seinen Inhalt bezeichnet: altgriechisch Γένεσις Génesis, deutsch ‚Entstehung, Ursprung (der Welt)‘. Dieser wurde als Genesis in die lateinische Vulgata übernommen und ist seither in vielen Bibelausgaben sowie in der theologischen Wissenschaft in Gebrauch.
Die im evangelischen Raum übliche Bezeichnung Erstes Buch Mose steht ebenfalls in einer Tradition, die bis in die Antike zurückreicht. Bereits Flavius Josephus bezeichnete im 1. Jahrhundert n. Chr. die Tora als die „fünf Bücher Mose“.

## Genesis als Teil des Pentateuch
Innerhalb des Pentateuch stellt die Genesis eine (sehr ausführliche) Vorgeschichte für die große Erzählung vom Auszug Israels aus Ägypten unter Führung des Mose dar. Die anderen vier Bücher umspannen die Zeit von der Geburt des Mose (Ex 2,1–10 ) bis zu seinem Tod (Dtn 34,1–12 ). In dieses Leben des Mose sind umfangreiche Gesetzessammlungen eingearbeitet. Als Vorgeschichte hierzu erzählt die Genesis von den Anfängen der Welt und der menschlichen Kultur (Urgeschichte) und den Anfängen Israels als Nachkommenschaft von Abraham und Sara, deren Sohn Isaak und Rebekka sowie deren Enkel Jakob und seiner Familie (Erzelternerzählungen und Josefsgeschichte). Die mit der Urgeschichte angesprochenen kosmologischen und anthropologischen Themen werden in den Büchern Exodus bis Deuteronomium indirekt dort noch einmal aufgegriffen, wo es um den Bau des Wüstenheiligtums (Mischkan) und seinen Kult geht. In der Erzelternerzählung verheißt JHWH Abraham und seiner Familie Nachkommenschaft und Landbesitz. Aber nur die erste Verheißung erfüllt sich innerhalb des Pentateuch, die zweite bleibt weitgehend uneingelöst.
Die Fuge zwischen den Büchern Genesis und Exodus ist tief. Ein Indiz dafür ist, dass Josef, am Ende des Buches Genesis hochgeehrt, laut Ex 1,8  dem neuen Pharao unbekannt ist. Die Genesis kann daher auch als eigenständiges Werk betrachtet werden und ist nicht unbedingt auf ihre Fortsetzung in Exodus bis Deuteronomium angelegt. Mit einer Ausnahme: Gen 15,12–16  erzählt von einem Traum Abrahams, in dem JHWH ihm eröffnet, dass seine Nachkommen als Sklaven in Ägypten leben müssen, aber dass er sie befreien werde und sie ins Land der Verheißung zurückkehren werden.

## Verfasser, Entstehungszeit und -ort
Die Bibelwissenschaft behandelt die Genesis als Traditionsliteratur, die über einen längeren Zeitraum gewachsen ist und an der viele Personen mitgeschrieben haben. Die Voraussetzungen für die Abfassung von Literaturwerken sieht sie erst in der Zeit der Königreiche Israel und Juda (ab dem 9./8. Jahrhundert v. Chr.) gegeben, als in den Zentren dieser Reiche ausgebildete Schreiber tätig waren, und zwar wegen der Rückständigkeit des Südreichs zuerst im Norden. Erhard Blum betont, dass die Niederschrift der Jakobserzählungen bzw. deren Vorstufe sehr gut in einem Schreibermilieu des Nordreichs Israel denkbar sei, möglicherweise im 9. Jahrhundert v. Chr. zur Zeit der Omriden. Damit sind die Jakobserzählungen Kandidat für besonders alte Überlieferungen im Buch Genesis; sie sind aber nur in ihrer judäischen bzw. Jerusalemer Überarbeitung nach dem Untergang des Nordreichs (722/720 v. Chr.) erhalten. In Umkehrung der Generationenfolge Abraham – Isaak – Jakob wurden den Jakobsgeschichten wahrscheinlich in der Spätphase des Südreichs Juda Erzählungen über Isaak vorangestellt, und noch später die Abrahamserzählungen, bei denen überhaupt fraglich ist, was davon auf die vorexilische Zeit (vor 587 v. Chr.) zurückgeht. Nach dem Untergang der politischen Größe Israel (= dem Nordreich) begannen die Judäer, sich selbst als Israel zu verstehen. Die Generationenfolge Abraham – Isaak – Jakob besagt dann: „Die wahren Urväter Israels, nämlich Jakobs Vater und Großvater, stammen aus dem Süden.“ Die Abrahamstradition wird nämlich in das Gebiet um Hebron (Gen 18 ) verortet, die Isaaksgeschichten in die Gegend um Be’er Scheva, zwei Orte, die auf judäischem Gebiet (Gen 26 ) lagen. Zentrale Orte der Jakobserzählungen befinden sich in Mittelpalästina: Bet El (Gen 28 ) und Penuel (Gen 32 ).
Die Erwähnung von Kamelen (Gen 12,14–16 ; Gen 24,10–11 ) wurde in der Forschungsgeschichte für die Datierung der Erzelternerzählungen herangezogen. Ihre Domestikation wird im 12. oder 11. vorchristlichen Jahrhundert angesetzt; Kamelkarawanen (Gen 37,25–28 ) sind im Assyrischen Reich seit dem 8./7. Jahrhundert bezeugt. Karawanenhandel ist deshalb für die „Zeit Abrahams“ nicht anzunehmen; der Erzähler machte Abraham zum Kamelbesitzer, weil diese Tiere zu seiner eigenen Zeit ein Statussymbol waren.
Manche christlichen Gruppen (vor allem die Anhänger des evangelikalen und/oder fundamentalistischen Christentums) lehnen die Anwendung der historisch-kritischen Methode auf die Bibel als einen Offenbarungstext ab. Entsprechend glauben sie an eine Verfasserschaft des Mose, den sie für eine historische Persönlichkeit halten, und datieren den Text erheblich früher (zur Frage der Autorschaft und Entstehungszeit siehe Artikel Tora).

## Inhalt

### Urgeschichte

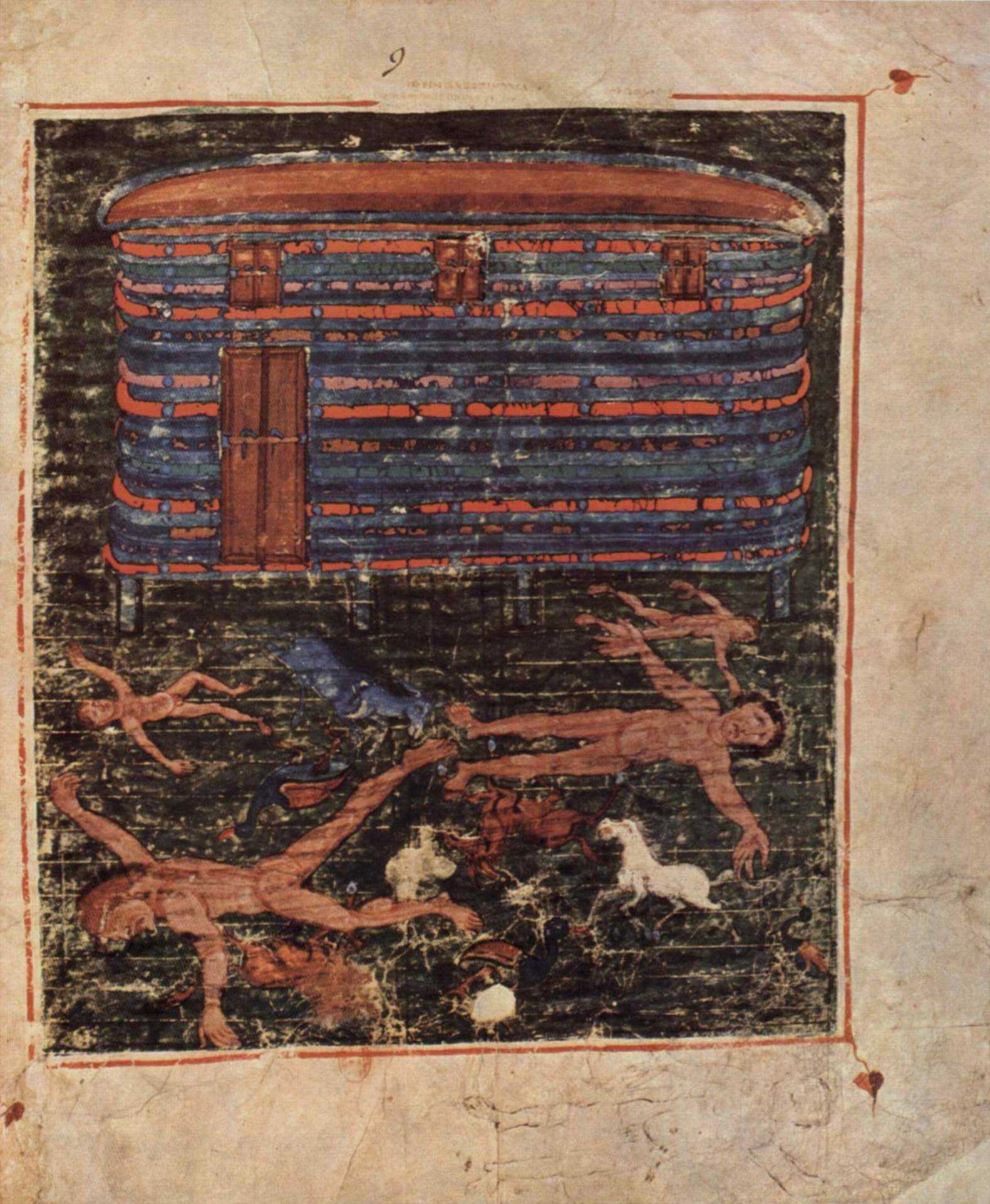
Sintflut (Ashburnham-Pentateuch, 7. Jahrhundert n. Chr.)

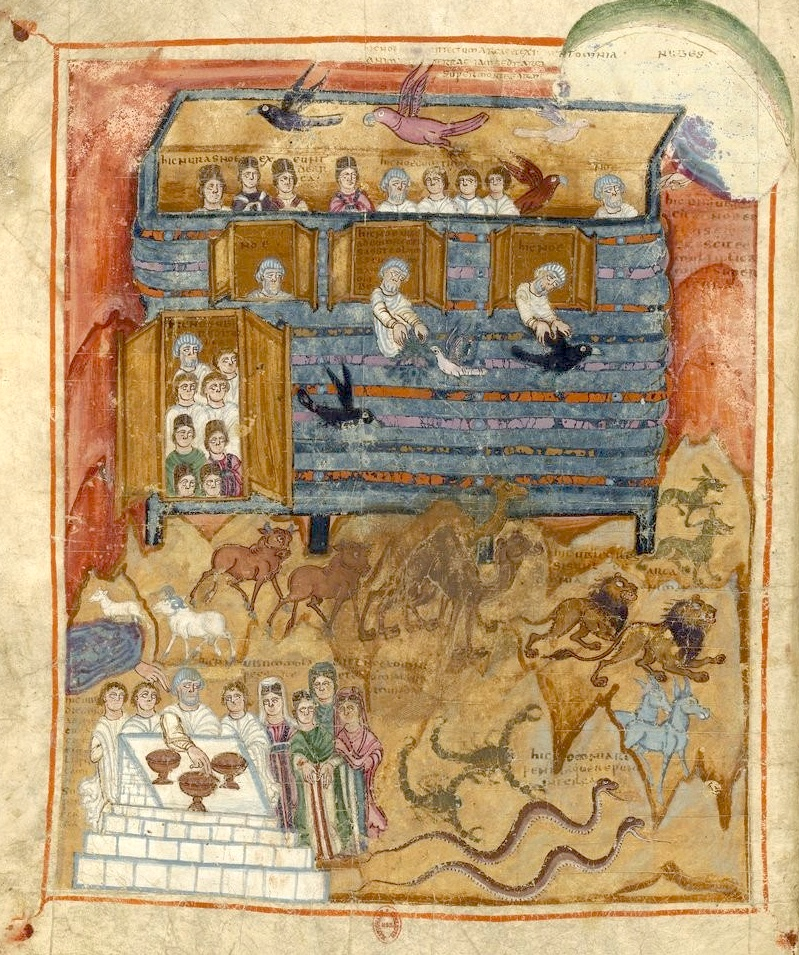
Noach und seine Familie verlassen die Arche (Ashburnham-Pentateuch)

Die Kapitel 1 bis 11 der Genesis werden als Urgeschichte bezeichnet. Es handelt sich jedoch nicht um Geschichtsschreibung, sondern um „eine Reihe von Erzählungen, die grundlegende Zusammenhänge und die Bedeutung menschlichen Daseins erhellen wollen“. Die Urgeschichte hat gegenüber dem Rest des Buchs Genesis (und des Pentateuch) eine relative Eigenständigkeit und wird deshalb auch oft für sich betrachtet. Strukturiert wird die Urgeschichte durch Genealogien (hebräisch תּוֹלְדֹת tôlədot):
- Gen 1,1 bis 2,3: Toledot des Himmels und der Erde (= Schöpfungsgeschichte der Priesterschrift).
- Gen 5,1–32 EU: Toledot Adams – eine Genealogie, die auf Noach zuläuft.
- Gen 6,9 bis 9,29: Toledot Noachs mit Fluterzählung.
- Gen 10 Toledot der Söhne Noachs Sem, Ham und Jafet (= Völkertafel). In der Völkertafel gibt es redaktionelle Ergänzungen und spätere Fortschreibungen. Eine solche Ergänzung ist die kurze kulturätiologische Erzählung über Nimrod Gen 10,8–12 EU.[16]
- Gen 11,10–26 EU: Toledot Sems – eine Genealogie, die auf Terach zuläuft, den Vater von Abram, Nahor und Haran.

Dieses genealogische Gerüst mit zwei Erzählungen (Schöpfung und Flut) wird im Rahmen der Neueren Urkundenhypothese der Priesterschrift (P) zugewiesen und ins 6. Jahrhundert v. Chr. datiert; auch nachdem diese Hypothese stark umstritten ist, herrscht bis hierhin weitgehender Konsens innerhalb der alttestamentlichen Exegese. Dieser Konsens endet allerdings bei den „nicht-priesterlichen“ (non-P) Stoffen, die in das priesterschriftliche Gerüst eingefügt worden sind und die im Rahmen der Urkundenhypothese größtenteils dem Jahwisten zugewiesen wurden.
Laut Jan Christian Gertz lässt sich im non-P-Material eine ehemals selbständige Urgeschichte eines „weisheitlichen Erzählers“ herausheben; sie umfasst:
- Gen 2,4 bis 3,24: Paradieserzählung (= Schöpfungsgeschichte des Jahwisten und Sündenfallerzählung);
- Gen 4,1–26 EU: Erzählung von Kain und Abel;
- Gen 6,9 bis 9,29: Fluterzählung (mit der Fluterzählung der Priesterschrift zusammengearbeitet). Dem weisheitlichen Erzähler zufolge ist das Urteil JHWHs über die Menschen vor der Sintflut das gleiche wie nach der Sintflut: Sie sind schlecht.[18] Dennoch gewährt er ihnen einen Bund und versichert den Fortbestand der Erde. Der Erzähler beschreibt somit eine Wandlung in der Gottheit, nämlich „wie Jhwh zu dem Gott wurde, der seine ‚Reue‘ über das Erschaffen der Menschen zu überwinden vermochte.“[19]

Die Bezeichnung als „weisheitlicher Erzähler“ soll besagen, dass dieser Erzähler mit den Themen der altorientalischen Weisheitsliteratur vertraut ist und damit einem gebildeten Schreibermilieu zugeordnet werden kann – versuchsweise am Jerusalemer Hof des Königs Manasse (694–640 v. Chr.) oder einem seiner Nachfolger.
Übrig bleiben folgende Passagen der Urgeschichte:
- Gen 6,1–4 EU Erzählung von den Ehen zwischen Gottessöhnen und Menschentöchtern: ein kryptischer Text, der bereits in der Antike als „Engelfall“ interpretiert und so zum Vorspiel zur Fluterzählung wurde.[21] Benno Jacob und ihm folgend Gerhard von Rad sahen in den aus diesen Ehen hervorgegangenen Riesen (Nephilim) und Heroen das „Aufkommen eines Übermenschentums“; da die himmlische Welt und die Menschenwelt nun nicht mehr getrennt gewesen seien, sei eine „Entartung der ganzen Schöpfung“ festzustellen, deren radikale Zerstörung durch eine Flut sei die göttliche „Folgerung aus diesem Überhandnehmen der Sünde.“[22] Von Rads Deutung wurde viel rezipiert. In seiner Monographie zum Thema erwägt Jaap Doedens, dass die Erzählung durch den Wunsch angeregt wurde, Strukturen der Megalithkultur zu deuten. Der Tenor der vorliegenden Erzählung sei aber, dass die Menschheit stets darauf aus sei, ihr Los zu verbessern. Dies könne nach Meinung des Erzählers ohne Gottes Gnade nicht gelingen und habe mitunter tragische Folgen.[23]
- Gen 11,1–9 EU Erzählung vom Turmbau zu Babel: nach Gertz ein Werk der Redaktion, welche die aus der Priesterschrift und der des weisheitlichen Erzählers zusammengefügte Urgeschichte einerseits, deren Verbindung mit den Erzelternerzählungen andererseits voraussetzt.[24]

Die Priesterschrift und der weisheitliche Erzähler teilen die in der Antike weit verbreitete Grundüberzeugung, dass „alles Gegenwärtige und Zukünftige sein Wesen im Anfang erhalten hat.“ Schöpfung und Flut gehören insofern zusammen, denn erst nach der Flut herrschen die Lebensverhältnisse, die auch die eigene Gegenwart kennzeichnen (Eingrenzung der Gewalt durch Noachidische Gebote). In die Welt vor der Flut führt kein Weg zurück.
Die Zusammenfügung der Priesterschrift und der weisheitlichen Erzählung zu einer Urgeschichte schuf ein spannungsreiches Bild der menschlichen Lebensbedingungen: „die Welt ist ‚sehr gut‘, aber auch sehr schmerzhaft, und Menschen sind die Krone der Schöpfung und Geschöpfe, die viel Leid ertragen.“

### Erzelternerzählungen

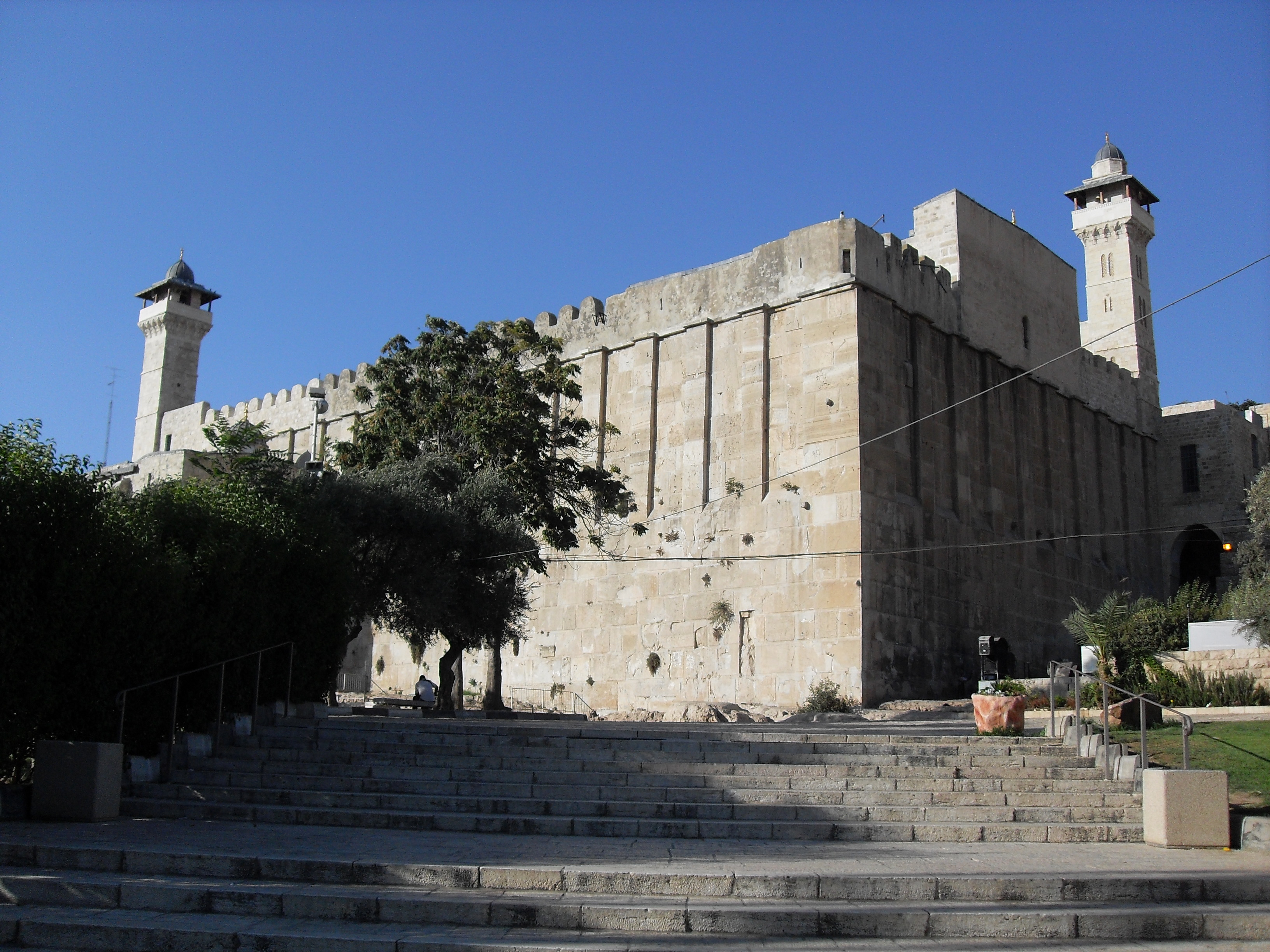
Monument über den Gräbern der Erzeltern (Machpela bei Hebron), aufgrund der Architektur in die Zeit des Herodes (1. Jahrhundert v. Chr.) datiert

Die Toledot der Priesterschrift setzen sich in den Erzelternerzählungen fort; so entsteht ein Erzählfaden von der Schöpfung bis zur Familie Abrahams, welche durch drei Generationen bis zu den zwölf Söhnen Jakobs/Israels begleitet wird.
- Gen 11,27–32 EU Toledot Terachs;
- Gen 25,12–17 EU Toledot Ismaels;
- Gen 25,19 EU Toledot Isaaks;
- Gen 36,1–43 EU Toledot Esaus;
- Gen 37,2 EU Toledot Jakobs.

Neu ist ab den Toledot Terachs, dass damit ein größerer Erzählzusammenhang eingeleitet wird, der in diesem Fall bis Gen 25,11 reicht. Mit Terachs Sohn Abra(ha)m, von dem diese Kapitel handeln, verlangsamt sich das Erzähltempo, wie es der Bedeutung dieses Patriarchen entspricht. „Es ist zweifellos ein großer Moment in der biblischen Storyline, als Abraham die Bühne betritt.“

#### Abraham (Abram) und Sara (Sarai)
- Gen 12,1–9 EU. JHWH fordert Abram auf, sein Land, seine Verwandtschaft und seine Familie (hebräisch בֵּית אָב bêt ’āv)[28] zurückzulassen und in ein Land zu ziehen, das er ihm zeigen werde. Dort würden seine Nachfahren ein großes Volk und er selbst zum Segen für „alle Sippen (hebräisch מִשְׁפְּחוֹת mišpəḥôt)[29] der Erde“ werden. Auf diese Zusage hin bricht Abram mit seiner Frau Sarai und seinem Neffen Lot von Haran in Nordsyrien[30] nach Kanaan auf. Nun ist Sarai aber unfruchtbar. Das Problem der Kinderlosigkeit gab es in der Urgeschichte nicht; es tritt in der Genesis hier erstmals auf.[31] Die Erzählspannung der Abrahamgeschichten wird mit dem Thema Kinder erzeugt: Erst gibt es gar keine Erben und später mehrere Konkurrenten um Abrahams Erbe.[32] Indem die Erzählung von Abrahams Aufbruch in Mesopotamien an den Anfang gesetzt wurde, erscheint er in allen folgenden Erzählungen als Fremdling und eignet sich so als Identifikationsfigur der aus Babylonien nach Judäa zurückkehrenden Deportierten.[33]
- Gen 12,10–20 EU: Abrams Familie hält sich in Ägypten auf; Sarai gerät dort in Gefahr, da der Pharao sie zur Frau wünscht. Es gibt dreimal eine „Gefährdung der Ahnfrau“ in der Genesis – die älteste Erzählung findet sich in Gen 26 und handelt von Rebekka. Verglichen damit, hat die vorliegende Erzählung Züge des Exodus, den das Ehepaar Abram und Sarai sozusagen vorab durchlebt. Sarai ist im Palast des Pharaos und wird durch JHWHs Eingreifen aus unmittelbarer Gefahr gerettet.[34]
- Gen 13,1–18 EU: Abram und Lot besitzen beide große Herden. Aufgrund des Konflikts zwischen ihren Hirten schlägt Abram die Trennung vor und überlässt Lot großzügig die Wahl. Lot greift ohne Zögern zu und wählt das wasserreiche Jordantal;[35] seinem Onkel lässt er das karge Judäische Bergland. Beide Protagonisten werden so durch ihr Handeln charakterisiert.[36] JHWH wiederholt seine Zusagen von Land und Nachkommenschaft für Abram. Im Kern der Kapitel 13, 18 und 19 wird der älteste Bestand der Abrahamüberlieferung vermutet: ein Abraham-Lot-Zyklus. Man muss sich die Verheißung von Land und Nachkommenschaft in Gen 13 und Abrahams Versuch, Sodom zu retten, in Gen 18 hierbei allerdings wegdenken, da beide Texte als spätere Erweiterungen gelten.[37]
- Gen 14,1–24 EU versetzt den Leser in einen Krieg zwischen zwei Koalitionen von Stadtkönigen. Abram kämpft mit seinen Männern auf Seiten Sodoms und Gomorras gegen die Koalition um König Kedor-Laomer, um Lot aus der Gefangenschaft zu retten. Nach dem Sieg segnet ihn Melchisedek, der König von Salem (= Jerusalem), ein „Priester Gottes des Höchsten,“ und Abraham entrichtet ihm den Zehnten. Die Begegnung mit Melchisedek bringt Abram in Beziehung zum Jerusalemer Kult, den er mit dem Zehnten anerkennt.[38]
- Gen 15,1–21 EU: JHWH verheißt Abram Land und Nachkommenschaft. Abram bringt Tieropfer dar und hat einen Traum, in dem JHWH ihm einen Blick in die Zukunft ermöglicht. Seine Nachkommen werden in einem fremden Land unterdrückt werden, aber ausziehen und nach Kanaan zurückkehren. JHWH schließt mit Abram seinen Bund. Diese Erzählung verdichtet wesentliche Motive des gesamten Pentateuch in der Abrahamsgestalt: Nicht nur auf den Exodus, sondern auch auf die Gesetzgebung am Sinai wird angespielt, und Abrams Schlachtungen erinnern an den priesterlichen Opferkult.[39]
- Gen 16,1–16 EU: Da Sarai unfruchtbar ist, überlässt sie Abram ihre Sklavin Hagar, um „durch sie zu einem Sohn zu kommen“ (V. 2). Hagar wird von Abram schwanger. Sara fühlt sich durch ihre Sklavin missachtet und drangsaliert sie mit Abrams Billigung. Hagar flieht in die Wüste. An einer Quelle begegnet sie einem Engel, der sie zu Abram und Sarai zurückschickt und ihrem bald darauf geborenen Sohn Ismael große Nachkommenschaft verheißt. Ismael steht für eine Konföderation von „proto-beduinischen Stämmen.“[40]
- Gen 17,1–27 EU: JHWH offenbart sich Abram als El Schaddai und gewährt ihm rein aus Gnade einen ewigen Bund, verbunden mit neuen Namen: Abraham und Sara. Die Beschneidung ist das Bundeszeichen. JHWH verheißt Abraham einen Sohn von seiner Frau Sara. Dies ist die wichtigste Abraham-Erzählung der Priesterschrift: Abraham ist Identifikationsfigur des nachexilischen Judentums, für dessen Selbstverständnis die Beschneidung neben dem Schabbat zentrale Bedeutung hatte. Darüber hinaus ist Abraham aber auch eine Integrationsfigur, da alle seine Nachkommen (also auch die Ismaeliter, Kinder der Ketura und Edomiter) in den Beschneidungsbund einbezogen sind.[41]
- Gen 18,1–15 EU: Drei Reisende treffen in der Mittagshitze in Mamre bei Hebron ein, wo Abraham sein Zelt aufgeschlagen hat. Abraham überbietet weit, was die gute Sitte von ihm verlangt: Er veranstaltet für die Fremden ein Festmahl und wartet ihnen dabei auf. Der heimlich zuhörenden Sara wird von „ihm“ (einem der drei Gäste, oder vielmehr der von Abram bewirteten Gottheit) ein Sohn verheißen.[42] Eine nahe Parallele zu dieser Erzählung ist die griechische Sage vom Besuch der Gottheiten Zeus, Hermes und Poseidon bei dem kinderlosen Hyrieus in Boiotien, der dann zehn Monate später Vater wird.[43]
- Gen 18,16–33 EU: Nach Aufbruch der Gäste informiert JHWH Abraham darüber, dass er beschlossen habe, die Städte Sodom und Gomorra aufgrund ihrer schweren Verbrechen zu vernichten. Abraham versucht, Sodom (und damit auch seinen Neffen Lot) zu retten und argumentiert: Es darf nicht sein, dass Gerechte mit den Ungerechten sterben. Der richtende Gott muss selbst gerecht sein. Abraham handelt Gott bis auf zehn Gerechte herunter – wenn diese zehn sich in Sodom finden, wird der Ort verschont.[44]

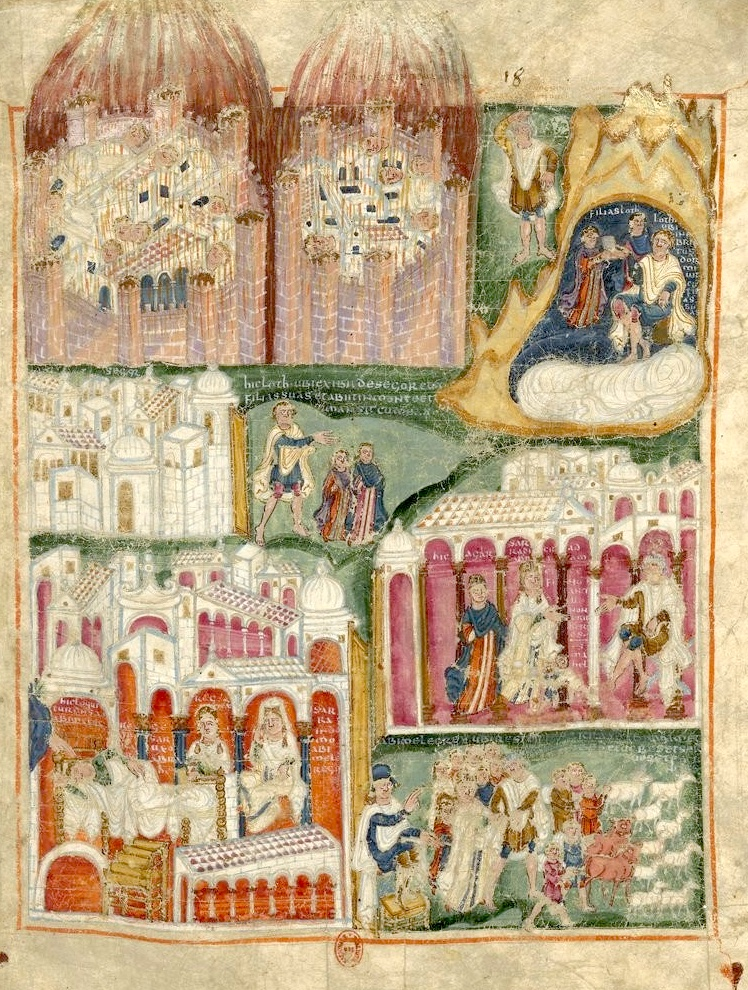
Oben: Vernichtung von Sodom und Gomorra; Lot mit seinen Töchtern in der Höhle. Unten: Sara bei Abimelech; Sara fordert Abraham auf, Hagar und Ismael wegzuschicken; Vertrag zwischen Abraham und Abimelech (Ashburnham-Pentateuch)

- Gen 19,1–29 EU: Die Reisenden kehren anschließend in Sodom bei Lot ein. Auch dieser erweist sich ähnlich wie Abraham zunächst als zuvorkommender Gastgeber. Aber dann werden die Fremden von den Männern Sodoms sexuell bedrängt. Vergeblich versucht Lot, seine Gäste zu schützen, indem er den Männern Sodoms seine beiden Töchter zur Vergewaltigung anbietet. Die Reisenden schützen Lots Haus, indem sie die Angreifer mit Blindheit schlagen. Für den Erzähler ist klar: Hier gibt es keine zehn Gerechten. Die Reisenden weisen Lot an, mit Frau und Töchtern Sodom zu verlassen, bevor die Stadt vernichtet wird. So geschieht es. Lots Frau blickt verbotenerweise zurück und erstarrt zur Salzsäule. Das Motiv, dass mit dem Blick zurück alles verloren ist, hat eine Parallele in der griechischen Mythologie (Orpheus und Eurydike).[45]
- Gen 19,30–38 EU: Lot und seine beiden Töchter leben nun einsam in einer Höhle im Bergland nahe dem Toten Meer. Die beiden Töchter machen ihren Vater betrunken, um von ihm schwanger zu werden; ihre Söhne gelten als Stammväter der Ammoniter und Moabiter. Diese Herkunft aus einem Inzest impliziert zwar eine Abwertung der beiden Nachbarvölker Israels, aber die Erzählung enthält keinerlei Kritik am Handeln der beiden Töchter Lots.[46]
- Gen 20,1–18 EU: Abraham und Sara halten sich in Gerar auf; Sara gerät in Gefahr, da der Stadtkönig Abimelech sie als Frau wünscht. Diese „Gefährdung der Ahnfrau“ ist am ausführlichsten erzählt und hat ihre Besonderheit darin, dass Abraham, der Sara als seine Schwester ausgegeben hat, vom Vorwurf der (Not-)Lüge entlastet wird: Er hat demnach wirklich seine Halbschwester geheiratet und damit die Endogamieregeln befolgt, die in den Erzelternerzählungen den Standard bilden. Abimelech als fremder König wird sehr positiv gezeichnet. Mit solchen Nachbarn ist friedliche Koexistenz möglich, Eheschließungen kommen aber nicht in Betracht.[47]
- Gen 21,1–7 EU: Die hochbetagte Sara bringt den verheißenen Sohn zur Welt. Der ebenfalls greise Abraham gibt ihm den Namen Isaak (יִצְחָק Jiṣḥāq) und beschneidet ihn im Alter von acht Tagen. Sara kommentiert diesen Namen, der innerbiblisch von der Wurzel ṣ-ḥ-q „lachen“ abgeleitet wird: „Gott ließ mich lachen; jeder, der davon hört, wird mir zulachen.“ (Vers 6)
- Gen 21,8–21 EU: Auf Saras Wunsch hin, den Gott billigt, vertreibt Abraham seine Sklavin Hagar und den gemeinsamen Sohn Ismael. Hagar und der hier als kleines, von der Mutter getragenes Kind vorgestellte Ismael verirren sich in der Wüste und sind dem Tode nahe. Diese Erzählung und die von der Bindung Isaaks haben ein gemeinsames Thema: Ein Sohn Abrahams gerät in Lebensgefahr und wird durch Intervention eines Engels gerettet. „Diese Erfahrung, auf Gottes Forderung vom eigenen Vater preisgegeben zu werden, trennt Ismael nicht von Isaak, sondern verbindet die beiden Brüder.“[48] Die Erzählung begründet, warum die Nachkommen Isaaks und Ismaels getrennt voneinander leben. Sie hält daran fest, dass beide Söhne Träger der Verheißung seien. Aber Isaak sei dem Ismael übergeordnet.[49]
- Gen 21,22–34 EU: Abraham schließt einen Bund mit Abimelech. Das ermöglicht ihm die friedliche Nutzung des Brunnens, den er in Be’er Scheva im Negev gegraben hatte.

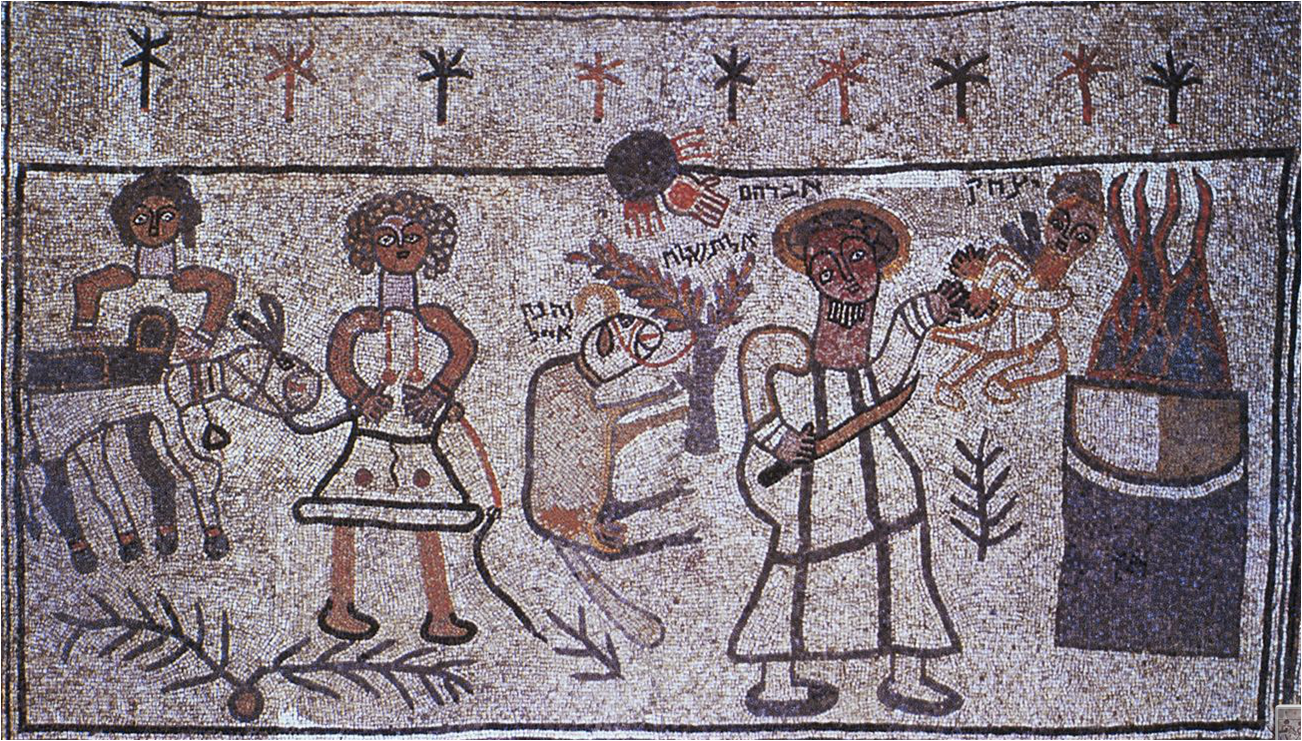
Bindung Isaaks (Mosaikfußboden der Synagoge von Bet Alpha, 6. Jahrhundert n. Chr.)

- Gen 22,1–19 EU: Die Bindung Isaaks auf dem Berg Morija nimmt Themen wieder auf, die bereits bei der Rettung Hagars und Ismaels aus Lebensgefahr in Kapitel 21 angesprochen waren. Ed Noort betont: „Die Hauptakteure mögen andere sein, die Konflikte mögen auf unterschiedlichen Ebenen stattfinden, aber klar ist, dass die göttliche Verheißung Zukunft erst nach Todesgefahr eröffnet.“[50]
- Gen 22,20–24 EU: Nachkommen Nahors.
- Gen 23,1–20 EU: Nachdem Sara gestorben ist, erwirbt Abraham eine Grabstätte (Machpela) bei Hebron. Abraham besitzt nun erstmals ein eigenes Stück Land. Die Verheißung beginnt sich zu erfüllen.[51] Diese Kauferzählung wird meist, aber nicht unbestritten, der Priesterschrift zugerechnet.[52]
- Gen 25,1–6 EU: Abraham hat, wie man erst jetzt erfährt, auch Söhne mit seiner Nebenfrau Ketura. Er findet sie ab und schickt sie weg. Damit ist Isaak unumstrittener Erbe Abrahams.[53]
- Gen 25,7–10 EU: Abraham stirbt und wird von Ismael und Isaak gemeinsam begraben. Dem priesterschriftlichen Erzähler, der hier zu Wort kommt, war die Tradition von der Vertreibung Ismaels anscheinend unbekannt.[54]

#### Isaak und Rebekka

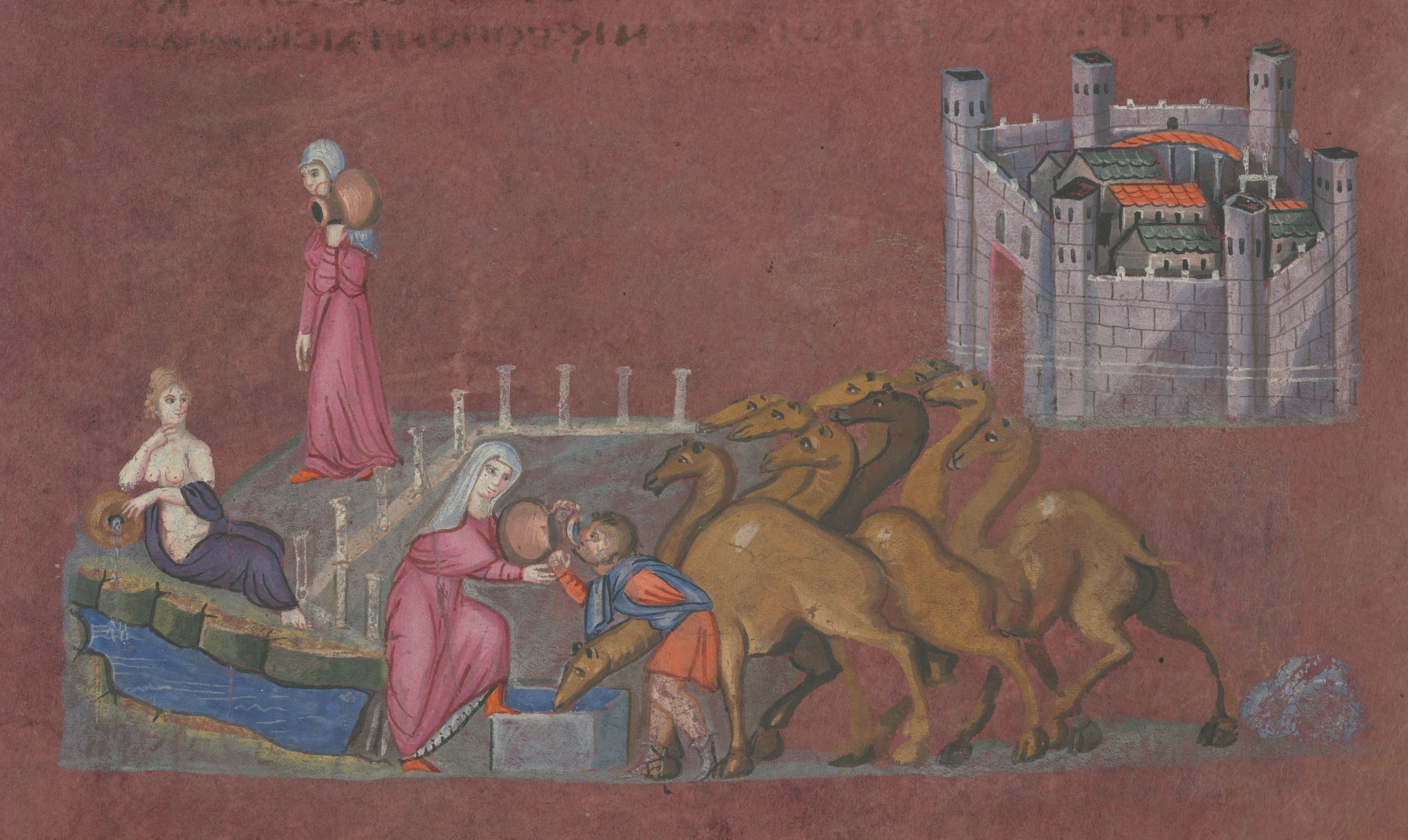
Begegnung von Eliëser und Rebekka am Brunnen (Wiener Genesis, 6. Jahrhundert n. Chr.)

- Gen 24,1–67 EU: Im Auftrag Abrahams reist sein Hausverwalter (der aufgrund von Gen 15,2 EU in der Auslegungstradition mit Eliëser von Damaskus identifiziert wird)[55] nach Haran, um eine Braut für Isaak zu finden. Der Verwalter betet darum, dass Gott ihm diese Frau zeigt. An einem Brunnen trifft er auf Rebekka, die sich sowohl durch Tüchtigkeit[56] als auch durch Schönheit auszeichnet. Da sie auch zu Abrahams Verwandtschaft gehört, hat der Verwalter die ideale Braut gefunden. Seine erfolgreiche Brautwerbung bei Rebekkas Bruder Laban wird detailfreudig erzählt. Isaak führt Rebekka in sein Zelt und gewinnt sie lieb, da sie ihm die verstorbene Mutter ersetzt.[57]
- Gen 25,19–28 EU: Rebekka wird schwanger mit Zwillingen, die sich in ihrem Leib stoßen. Sie befragt JHWH, warum sie solche Beschwerden hat; JHWH offenbart ihr, dass es in der Zukunft einen Konflikt zwischen den Zwillingen bzw. den von ihnen abstammenden Völkern geben werde. Doch der Jüngere werde dominieren. Bei der Geburt ist Esau der Erste, und Jakob als der Jüngere fasst Esaus Ferse.
- Gen 26,1–33 EU: Isaaks Familie hält sich in Gerar auf; Rebekka gerät in Gefahr, da der Stadtkönig Abimelech sie als Frau wünscht. Isaak schließt einen Bund mit Abimelech. Dieses Kapitel, das die Jakobserzählungen unterbricht, enthält einen Zyklus von Erzählungen um Isaak und Rebekka, die im Gebiet der Philister spielen. Da Isaak Rebekka in Gerar als seine Schwester ausgibt, sind die beiden offenbar als kinderloses Paar vorgestellt; Esau und Jakob spielen hier jedenfalls keine Rolle.[58]

#### Jakob, Lea und Rahel
- Gen 25,29–34 EU: Jakob erwirbt „um ein Linsengericht“ das Erstgeburtsrecht seines älteren Bruders Esau.
- Gen 27,1–40 EU: Beraten von Rebekka, erlangt Jakob mit einer List den Segen des blinden Isaak, der ihn für Esau hält. Der Erzähler malt aus, wie die Täuschung bei der Zusammenkunft Esaus mit Isaak aufgedeckt wird: die Orientierungslosigkeit des blinden Alten und die sich steigernde Verzweiflung und Wut Esaus. Denn Jakob ist und bleibt gesegnet, und einen zweiten Segen für seinen Lieblingssohn Esau hat Isaak nicht. Die Sympathien des Erzählers sind hier eher bei Isaak und Esau. Die Frage, wie Jakobs Trickster-Verhalten und seine Bevorzugung durch Gott zusammenpassen, gibt dem Jakob-Esau-Zyklus seine Spannung.[59]
- Gen 27,41–28,9 Jakob muss vor dem Zorn Esaus fliehen. Der Abschied von den Eltern wird damit motiviert, dass Jakob eine Frau aus ihrer Verwandtschaft in Nordsyrien heiraten soll.
- Gen 28,10–22 EU: Jakob übernachtet in Bet-El und hat dort eine Gottesoffenbarung („Himmelsleiter“). JHWH verspricht ihm, dass er ihn in der Fremde begleiten und wieder zu seiner Familie (bêt ’āv) zurückbringen werde. Jakob gelobt, im Fall seiner Rückkehr JHWH als „seinen Gott“ zu verehren und in Bet-El eine Kultstätte für JHWH einzurichten. Diese Erzählung stärkt das Motiv der göttlichen Bevorzugung Jakobs, während er im weiteren Verlauf mit seiner Trickster-Vergangenheit konfrontiert wird.[60]

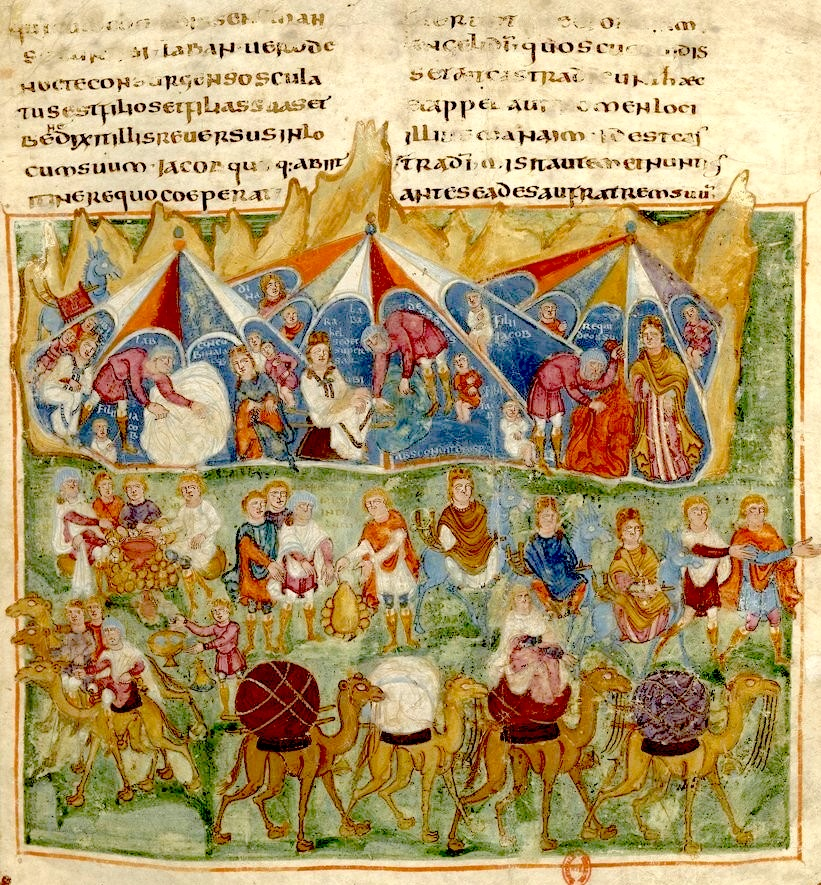
Oben: Laban durchsucht vergeblich die Zelte nach den Terafim, die ihm Rahel gestohlen hat. Unten: Friedensschluss zwischen Laban und Jakob (Ashburnham-Pentateuch)

- Gen 29 bis 31: Jakob lebt in der Familie seines Onkels Laban. Er wünscht Labans Tochter Rahel zur Frau und dient Laban dafür sieben Jahre. In der Dunkelheit der Hochzeitsnacht führt ihm Laban aber seine ältere Tochter Lea zu. Laban macht dem protestierenden Bräutigam klar: Lea ist die ältere Tochter, ihr Vorrecht werde respektiert. Der überlistete Jakob muss Laban weitere sieben Jahre dienen. Damit wird eine weitere Folge von Tricksereien zu Ungunsten Labans in Gang gesetzt, an denen sich neben Jakob auch Rahel beteiligt. Sie wehren sich auf diese Weise dagegen, von Laban ausgenutzt zu werden.[61]

Jakob hat mit Lea sieben Kinder: die Söhne Ruben, Simeon, Levi, Juda, Issachar, Sebulon und die Tochter Dina. Gott interveniert damit zugunsten der ungeliebten Frau und gewährt ihr Kindersegen, den er ihrer Konkurrentin vorenthält. Leas Sklavin Silpa bringt zwei Söhne zur Welt: Gad und Ascher. Die von Jakob favorisierte Rahel wird nach längerer Unfruchtbarkeit schwanger mit Josef. Rahels Sklavin Bilha ist Mutter von Dan und Naftali, so dass Jakob nun Vater von elf Söhnen und einer Tochter ist. Samt seiner großen Familie verlässt er heimlich Laban, um nach Kanaan zurückzukehren. Dieser verfolgt ihn, lässt ihn aber nach einem Bundesschluss in Frieden ziehen. Mit der Heimkehr wird der ungelöste Konflikt mit Esau für Jakob zum drängenden Problem.

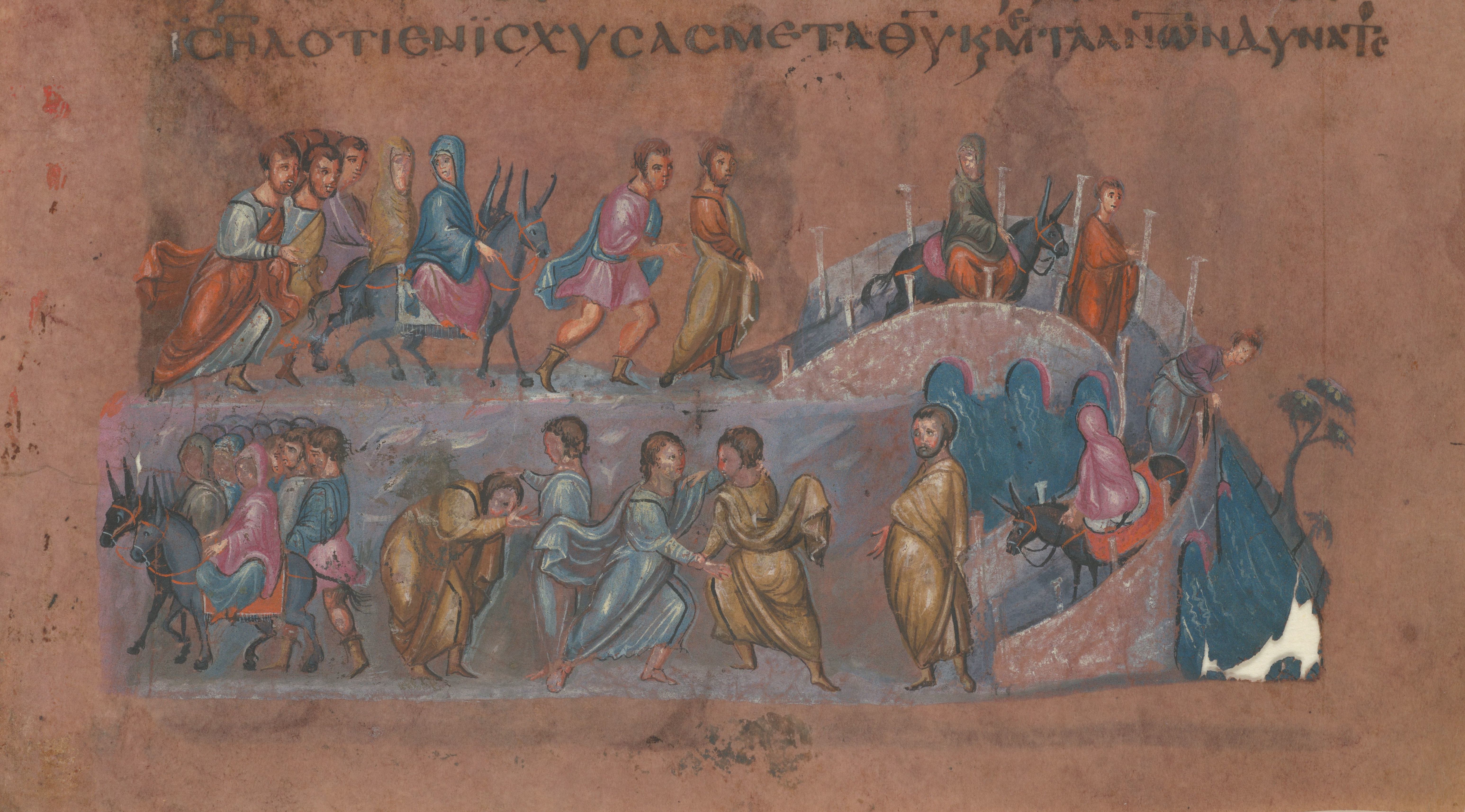
Jakobs Familie bei der Überquerung des Grenzflusses Jabbok; unten: Jakobs nächtlicher Ringkampf und Segen (Wiener Genesis)

- Gen 32 bis 33: Jakob schickt seinem Bruder reiche Geschenke und erfährt, dass dieser ihm bereits entgegenzieht – was Jakobs Befürchtungen verstärkt. In der Nacht ringt er mit einem Angreifer, der seine Identität nicht preisgibt (Jakobs Kampf am Jabbok). Er erhält von seinem Gegner einen Segen und den neuen Namen Israel. Dies ist nach dem Traum in Bet-El die zweite Gottesoffenbarung, die Jakob erlebt. Mit dieser Umbenennung lässt er die Trickster-Vergangenheit hinter sich.[62] Die anschließende Begegnung mit Esau verläuft dank dessen Großzügigkeit friedlich. Esaus freundliches Gesicht (Gen 33,10 EU) erinnert Jakob an die nächtliche Gottesbegegnung (Gen 32,31 EU). Der Bruderstreit ist befriedet, aber beide gehen danach getrennte Wege.
- Gen 34,1–31 EU: Jakobs Familie siedelt sich in der Nähe der Stadt Sichem an. Sichem, der Sohn des Hiwiters Hamor, „des Landes Herr“, vergewaltigt Jakobs Tochter Dina. Er wünscht sie anschließend zur Frau, und Hamor übernimmt die Brautwerbung bei Jakob. Dieser bleibt passiv, aber Dinas Brüder Simeon und Levi rächen ihre Schwester: Sie lassen sich zum Schein auf die Ehevereinbarungen ein und machen die Übernahme der Beschneidung zur Bedingung. Hamor, Sichem und die anderen Männer sind nach Durchführung der Beschneidung kampfunfähig, und so dringen Simeon und Levi in die friedliche Stadt ein, ermorden alle männlichen Einwohner und holen Dina nach Hause. Jakob distanziert sich von ihrer Tat, da seine Familie sich damit bei der Bevölkerung des Landes verhasst gemacht habe.

Jakobs Kritik an Simeon und Levi wird ebenso wie Rubens Fehlverhalten, der mit der Konkubine seines Vaters geschlafen hatte (Gen 35,22 ), am Ende der Genesis in Jakobs Segen über seine Söhne bzw. die zwölf Stämme Israels wieder aufgegriffen und begründet ein relativ ungünstiges Geschick dieser Stämme.
- Gen 35,1–15 EU: Jakobs Familie siedelt nun bei Bet-El, wo er Gott einen Altar und ein Steinmal errichtet. Die Gruppe legt alle Kultidole (Terafim) ab, die bislang mitgeführt wurden. Jakob empfängt erneut Gottes Segen und Verheißung. Im Rahmen der Jakobserzählungen wird hier das Versprechen von Gen 28 eingelöst. Blickt man über den Pentateuch hinaus, so klingen hier Themen an, die in Jos 24,1–28 EU wieder aufgenommen werden.[64]
- Gen 35,16–29 EU: Auf der Weiterreise stirbt Rahel bei der Geburt ihres zweiten Sohnes Benjamin und wird auf dem Weg nach Efrata, nahe Bethlehem, begraben. Jakob kehrt nach Mamre bei Hebron zurück, von wo er einst aufgebrochen war. Isaak stirbt im hohen Alter und wird von seinen Söhnen Esau und Jakob gemeinsam in Machpela bestattet.

### Josefsgeschichte
- Gen 37,3–36 EU: Die Exposition der Josefsgeschichte ist kompliziert, Kapitel 37 wurde daher zu einem klassischen Feld für literarkritische Operationen.[65] „Doch bleibt die Zerlegung der Josefsgeschichte wegen deren thematischer und formaler Geschlossenheit fraglich.“[66] Die Exposition führt mehrere Motive ein, die im weiteren Verlauf der Handlung wieder begegnen: Träume, Gewänder, Gefangenschaft.

Josef, der älteste Sohn Rahels, wird von seinem Vater sichtbar bevorzugt und trägt ein buntes Prachtgewand. Das erregt den Hass der anderen Jakobssöhne. Josef träumt von der Dominanz in der Familie, und da er den Brüdern davon erzählt, steigert dies ihren Hass. Als sie beim Viehhüten allein sind und Josef sich nähert, planen sie, den „Träumer“ zu ermorden. Die Lea-Söhne Ruben und Juda versuchen, Josefs Leben zu retten: Ruben, indem er vorschlägt, Josef in eine wasserlose Zisterne zu werfen, aus der er ihn später befreien will, und Juda, indem er die Brüder überzeugt, Josef an ismaelitische Sklavenhändler zu verkaufen. Allerdings kommen ihnen Midianiter zuvor, die Josef aus der Zisterne ziehen und ihrerseits an die Sklavenhändlerkarawane verkaufen. Die Brüder zerreißen Josefs Prachtgewand, tauchen es in Tierblut und legen dieses fingierte Beweisstück Jakob vor: Ein Raubtier habe Josef getötet. Jakob trauert und lässt sich nicht trösten.
- Gen 38,1–30 EU: Hier wird die Familiengeschichte Judas eingeschoben. Der Leser verliert Josef zwischenzeitlich aus den Augen, was die Spannung erhöht.[67] Juda schickt seine verwitwete Schwiegertochter Tamar in ihre Herkunftsfamilie zurück, mit der Zusicherung, sie könne in späteren Jahren seinen jüngsten Sohn heiraten. Diese Heirat enthält er ihr aber vor. In ihrer perspektivlosen Situation verkleidet sich Tamar als Prostituierte und wird von Juda, der sie nicht erkennt, geschwängert. Tamar kann nachweisen, dass Juda der Vater ihres Kindes ist, und entgeht damit der Todesstrafe. Juda erklärt: „Sie ist gerecht, ich nicht“ (Vers 26). Von nun an wird sich ein sozusagen geläuterter Juda vorbildlich um den Familienfrieden bemühen.[68]

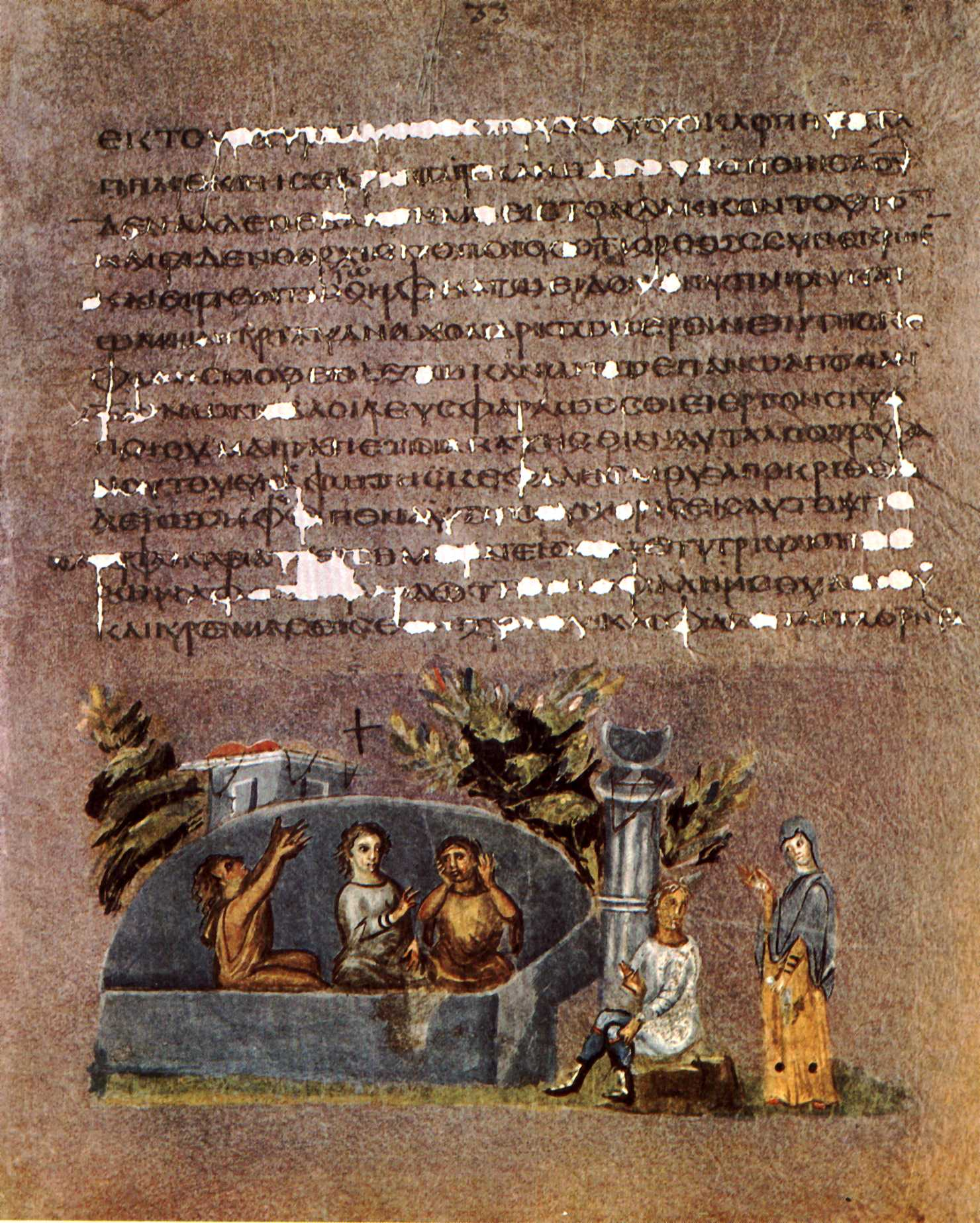
Josef deutet seinen Mitgefangenen ihre Träume (Wiener Genesis)

- Gen 39 bis 41: Josef hat es als Sklaven nach Ägypten verschlagen. Er ist auf sich gestellt, aber Gottes Segen wirkt sich so aus, dass ihm alles gelingt. Jedem Absturz folgt ein umso steilerer Aufstieg: Im Haushalt des Potifar bringt es Josef bis zum Hausverweser. Potifars Frau fordert ihn zum Ehebruch auf, aber Josef bleibt loyal zu seinem Herrn und weigert sich. Er flieht und lässt sein Gewand zurück. Mit diesem fingierten Beweisstück klagt ihn die Frau der versuchten Vergewaltigung an. Josef wird ins Gefängnis geworfen. Hier steigt er alsbald vom Häftling zum Assistenten des Gefängnisaufsehers auf. Er erhält Gelegenheit, zwei vornehmen Gefangenen, Oberbäcker und Obermundschenk, ihre Träume zu deuten. Der Obermundschenk wird begnadigt und kehrt in sein hohes Amt zurück, genau wie Josef es vorhergesagt hatte. Aber er vergisst Josef, der ihn gebeten hatte, sich für seine Freilassung einzusetzen. Zwei Jahre später hat der Pharao beunruhigende Träume, die niemand zu deuten vermag. Nun erinnert sich der Obermundschenk an Josefs mantische Fähigkeiten. Josef wird aus dem Gefängnis geholt. Neu eingekleidet tritt er dem Pharao gegenüber. Dessen Träume, die Josef deutet, künden eine bevorstehende schwere Hungersnot an. Josef rät dem Herrscher, Vorräte anzulegen. Mit dieser Aufgabe betraut der Pharao Josef und macht ihn zu seinem Vizekönig. Die weitgehende Integration Josefs in Ägypten zeigt sich in seiner Eheschließung mit der Priestertochter Asenat.
- Gen 42 bis 45: Auch Palästina ist von der Hungersnot betroffen. Jakob schickt seine Söhne nach Ägypten, um Getreide einzukaufen. Benjamin, den einzigen Sohn, der ihm von der geliebten Rahel geblieben ist, behält er aber bei sich. In Ägypten treten die Brüder dem Vizekönig als Bittsteller gegenüber. Er erkennt sie, doch sie erkennen ihn nicht wieder. Josef nutzt seine Macht, um die Brüder mehreren Prüfungen zu unterziehen, die auf sein eigenes Schicksal anspielen: Erst lässt er Simeon gefangen setzen. Damit erzwingt er, dass Benjamin nach Ägypten gebracht wird, um Simeon auszulösen. Benjamin lässt er als angeblichen Becherdieb verhaften. Zuerst in Todesgefahr, soll er dann als Sklave in Ägypten enden. Aber diesmal sind die Brüder mit dem Rahel-Sohn solidarisch. Juda setzt zu einem großen Plädoyer an: Wenn Benjamin nicht heimkehrte, würde das den alten Vater umbringen. Er bietet sich selbst als Sklave an Benjamins Stelle an. Nun gibt sich Josef seinen Brüdern zu erkennen. Mit Festgewändern beschenkt, sind sie zu einem großen Bankett beim Vizekönig geladen. Dann kehren sie zu Jakob zurück. Die Freudenbotschaft, dass der als tot betrauerte Josef lebt, kann der alte Vater zunächst nicht fassen. Dann aber will er nach Ägypten reisen, um Josef ein letztes Mal zu sehen.

Mit Jakobs Aufbruch (Gen 45,28 ) enden mehrere Spannungsbögen, weshalb beispielsweise Walter Dietrich hier das Ende der „Grundnovelle“ sieht – um den Preis, dass die Wiederbegegnung von Vater und Sohn dann offen bliebe.

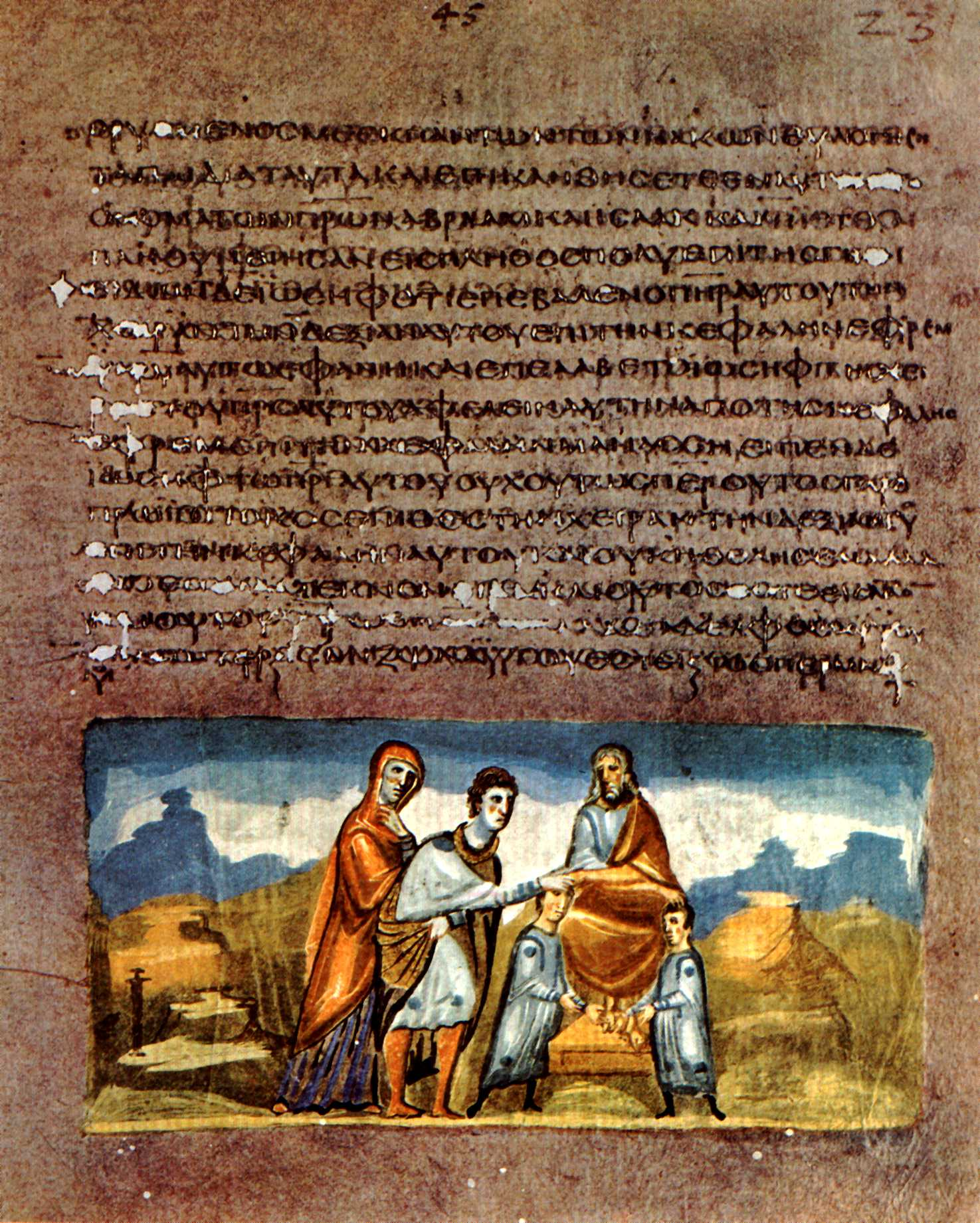
Josef und Asenet bringen ihre Söhne Efraim und Manasse zu Jakob, der sie segnet (Wiener Genesis)

- Gen 46,1–34 EU: Jakob reist nach Ägypten und sieht Josef wieder. Die ganze Jakobsfamilie lässt sich in der Region Goschen nieder.
- Gen 47,1–12 EU: Jakob hat eine Audienz beim Pharao.
- Gen 47,13–26 EU: Im Gegenzug für Getreidezuteilungen während der Hungersnot erwirbt Josef das ganze Land für den Pharao und macht die Einwohner zu dessen Leibeigenen.
- Gen 47,27–31 EU: Jakob nimmt Josef das Versprechen ab, ihn nicht in Ägypten zu begraben.
- Gen 48,1–22 EU: Jakob segnet Josefs Söhne Efraim und Manasse.
- Gen 49,1–28 EU: Der sogenannte Jakobssegen über seine zwölf Söhne bietet sowohl erhebliche sprachliche als auch inhaltliche Schwierigkeiten. Es handelt sich um Stammessprüche, die bei den drei ältesten Lea-Söhnen Ruben, Simeon und Levi negativ gehalten sind. Dadurch kommt der viertgeborene Lea-Sohn Juda in eine Vorzugsstellung; er hat neben Josef den längsten Segensspruch. Karin Schöpflin vermutet, dass am Anfang Jakobs Segen über seinen Lieblingssohn Josef gestanden habe. Als es üblich wurde, Josef mit dem Nordreich Israel zu identifizieren, habe das konkurrierende Südreich einen Josef überbietenden Segen für Juda gebraucht. Dieser hat eine zukunftsbezogene, messianische Dimension. Danach wurde aufgefüllt, und jeder Jakobssohn erhielt seinen Spruch. Das Material dafür waren Wortspiele mit dem Namen und Hinweise auf das Wohngebiet und politische Geschick des jeweiligen Stammes.[71]
- Gen 49,29–33 EU und Gen 50,1–14 EU: Jakob äußert vor seinem Tod noch den Wunsch, in Machpela bei Hebron begraben zu werden. Deshalb wird Jakobs Leichnam einbalsamiert und dann von der ganzen Familie mit einem prachtvollen Trauerzug nach Machpela geleitet, wo er bestattet wird. Damit hat die Jakobsfamilie Ägypten verlassen, wird aber mit Vers 14 wieder dorthin zurückgebracht (was ja für die Ausgangssituation des Buchs Exodus unverzichtbar ist).
- Gen 50,15–21 EU: Josef versichert seinen besorgten Brüdern, dass er ihnen wohlgesonnen sei. Sie hatten ihm zwar einst übel mitgespielt, aber Gott ließ Gutes daraus entstehen. Erst hiermit ist die Versöhnung zwischen den Brüdern erreicht.[72]
- Gen 50,22–26 EU: Josef blickt an seinem Lebensende voraus auf Israels Auszug aus Ägypten und die Ansiedlung in Kanaan. Er stirbt und wird einbalsamiert. Dieses Motiv verbindet die Genesis mit anderen biblischen Büchern: Mose lässt Josefs Gebeine beim Auszug mitnehmen (Ex 13,19 EU); nach Jos 24,32 EU werden sie in Sichem bestattet.

## Textgeschichte

### Hebräisch

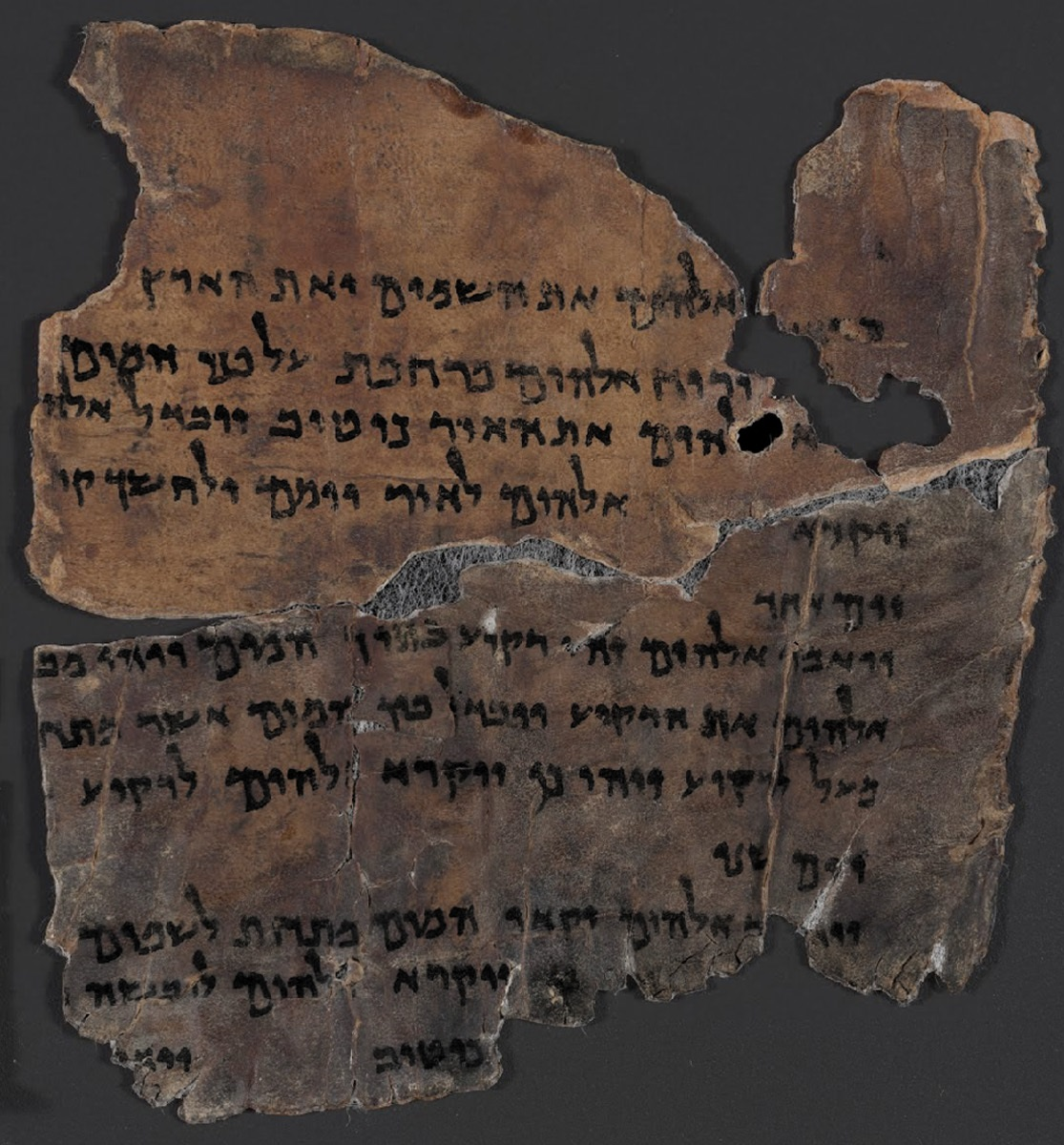
Hebräisches Textfragment der Schöpfungsgeschichte (4Q7 Frag. 1,, 1. Jahrhundert v. Chr.)

Das älteste Exemplar der Genesis unter den Schriftrollen vom Toten Meer ist 6QpaleoGen in althebräischer Schrift (geschrieben ungefähr zwischen 250 und 150 v. Chr.). Armin Lange unterscheidet bei den Genesis-Manuskripten:
- Texte, die dem später im Judentum autoritativ gewordenen Masoretischen Text ähnlich sind (semi-Masoretic): 4QGen–Exoda (4Q1), 4QpaleoGen-Exodl (4Q11);
- Texte, die als Vorstufe zu diesem Masoretischen Text betrachtet werden können (proto-Masoretic): MurGen–Exod.Numa (Mur1, gefunden im Wadi Murabbaʿat), SdeirGen (Sdeir1, aus dem Antikenhandel, angeblich gefunden im Wadi Sdeir), 4QGenb (4Q2);
- Texte, die dem Masoretischen Text und dem Samaritanischen Pentateuch (Samaritanus) gleich nahe stehen: 4QGenc (4Q3), 4QGene (4Q5), 4QGeng (4Q7, Foto), 4QGenj (4Q9);

Darüber hinaus gibt es unabhängige Texte, nicht klassifizierbare Fragmente (darunter z. B. das sehr alte Manuskript 6QpaleoGen) und Fragmente, die eher nicht zu einer kompletten Tora- oder Genesisrolle gehört haben, sondern zu Manuskripten mit Exzerpten aus biblischen Texten.
Die Taylor-Schechter Genizah Collection der Cambridge University Library besitzt zwei Fragmente einer spätantiken oder frühmittelalterlichen Buchrolle, deren Datierung strittig ist (5./6. oder 8./9. Jahrhundert). Diese Rolle enthielt wohl nur das Buch Genesis in unvokalisiertem Hebräisch; der Text ist praktisch identisch mit dem Masoretischen Text des Codex Leningradensis.
Ein wichtiges Unterscheidungsmerkmal des Masoretischen Textes von anderen Textfamilien (Samaritanus und hebräische Vorlage der Septuaginta) sind die unterschiedlichen Angaben zum Lebensalter der Patriarchen vor der Sintflut Gen 5,1–32 . Hinter allen drei Rezensionen steht offenbar das Bemühen, in der Urgeschichte bzw. in der Weltgeschichte insgesamt eine sinnvolle Periodisierung herzustellen. Die Chronologie des Samaritanus in Gen 5,1–32  ist in sich logisch: Alle Patriarchen, die vor Henoch geboren wurden, erlebten demnach die Geburt Henochs mit; alle Patriarchen, die Henoch überlebten, starben gleichzeitig – in der Sintflut. Die Chronologie des Masoretischen Textes weicht davon ab. Ihr zufolge fand der Auszug aus Ägypten im Jahr 2666 nach Erschaffung der Welt statt; sie ist so berechnet, dass die Wiedereinweihung des Jerusalemer Tempels durch Judas Makkabäus (164 v. Chr.) ins Jahr 4000 nach Erschaffung der Welt datiert wird. Die Genesis-Septuaginta setzt in Gen 5 das Alter der Patriarchen bei Zeugung des ersten Sohnes um 100 Jahre später an als der Masoretische Text und verkürzt ihre darauf folgende Lebenszeit um 100 Jahre. Auf diese Weise stimmt das Lebensalter der Patriarchen mit den Angaben des Masoretischen Textes überein, aber die absolute Chronologie verlängert sich um 400 Jahre (Methusalem, Gen 5,21–27 , überlebte nach der Chronologie der Septuaginta die Sintflut um 14 Jahre, ohne in der Arche gewesen zu sein).
Der Samaritanische Pentateuch ist insgesamt durch Harmonisierungen gekennzeichnet, die für eine leichtere Lesbarkeit des Textes sorgen; dies trifft auch auf das Buch Genesis zu. Trotz dieser sekundären Züge bewahrt er manchmal eine ältere Textfassung als der Masoretische Text, besonders dort, wo er mit der Septuaginta und dem Buch der Jubiläen übereinstimmt.
Im Masoretischen Text der Genesis finden sich typische Kopistenfehler, wie der Vergleich mit Samaritanus und Septuaginta zeigt; ein Beispiel ist die Auslassung (Aberratio oculi) in Gen 4,8 :
- „Und Kain sagte zu seinem Bruder Abel: Lass uns auf das Feld gehen! Und es geschah, als sie auf dem Feld waren …“ (Samaritanus und Septuaginta)
- „Und Kain sagte zu seinem Bruder Abel. Und es geschah, als sie auf dem Feld waren …“ (Masoretischer Text)

Ronald Hendel weist darauf hin, dass den Revisoren, die den Masoretischen Text herstellten, auch an einer glatteren Erzählung gelegen war: In dem älteren Text von Gen 45,5–11 , wie er in der Septuaginta erhalten ist, spricht der Pharao zweimal zu Josef, unterbrochen von der Anreise der Jakobsfamilie. Durch Umstellung des Textes machten die Revisoren daraus eine einzige, längere Pharaorede.

### Griechisch

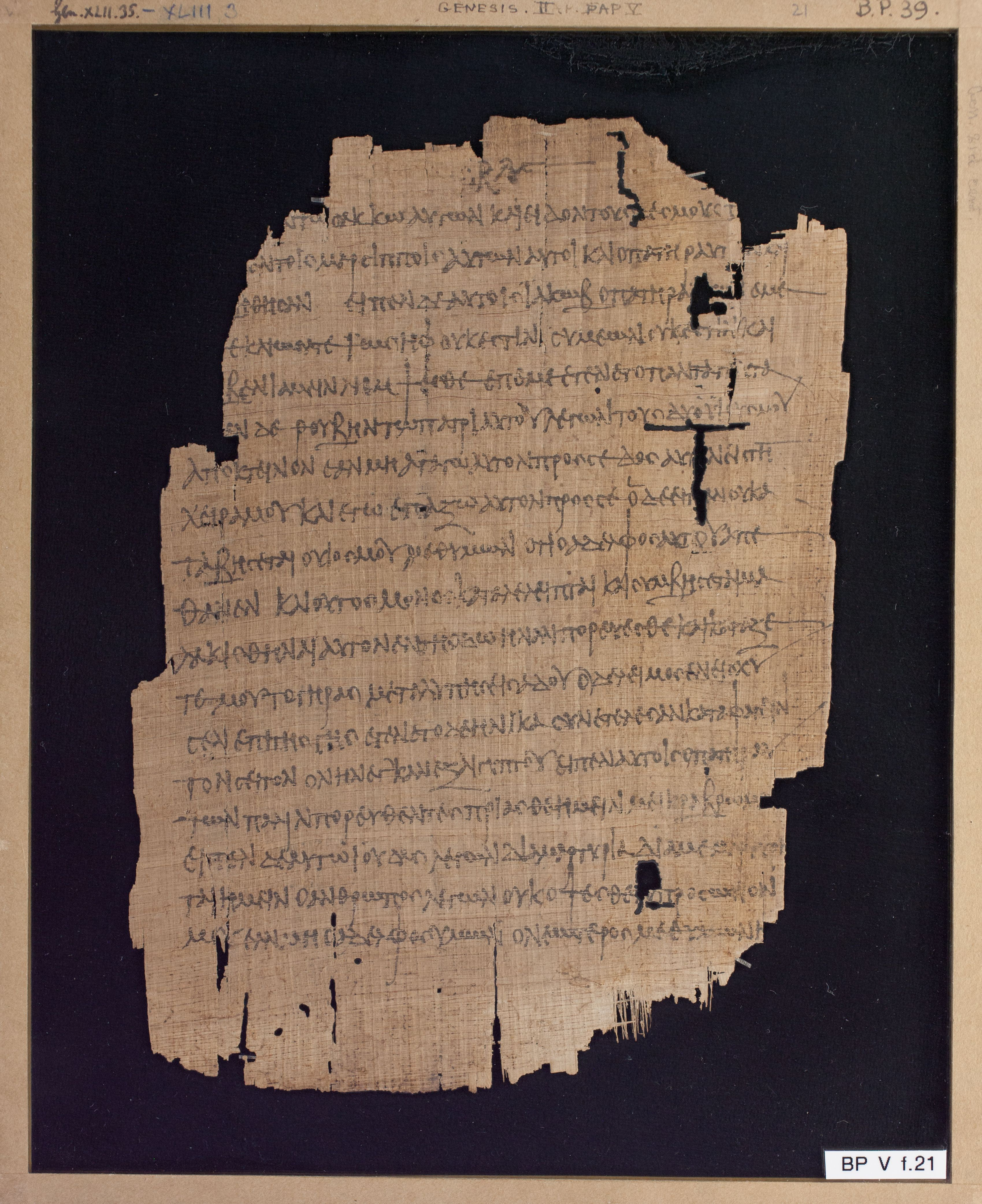
Papyrus Chester Beatty BP V f.21 mit Text aus Gen 42–43 (3. Jahrhundert n. Chr.)

Im 3. Jahrhundert v. Chr. wurde die Genesis als erstes Buch des Pentateuch von einem jüdischen Gelehrten, wahrscheinlich in Alexandria, ins Griechische übersetzt. Dies war eine Pionierleistung, da er keine Vorbilder für sein Vorhaben hatte; umgekehrt wurde die Genesis von späteren Übersetzern biblischer Bücher ins Griechische als Modell genutzt und prägte daher die Septuaginta insgesamt. Die hebräische Vorlage unterscheidet sich punktuell sowohl vom Masoretischen Text als auch vom Samaritanischen Pentateuch (Samaritanus); Beispiele:
- „Und Gott vollendete am sechsten Tag seine Werke, die er gemacht hatte, und er ruhte am siebten Tag …“ (Gen 2,2 EU, übereinstimmend mit dem Samaritanus gegen den Masoretischen Text)
- „Und es geschah im 601. Jahr in Noahs Leben, … dass das Wasser von der Erde wich.“ (Gen 8,3 EU, gegen den Samaritanus und den Masoretischen Text)

Unter den hebräischen Genesis-Texten der Schriftrollen vom Toten Meer findet sich kein Manuskript, das der Vorlage des Septuaginta-Übersetzers nahesteht. Übereinstimmungen zwischen Qumran-Fragmenten und Septuaginta-Genesis gegen den Masoretischen Text sind daher sehr selten.
Da der hebräische Konsonantentext unvokalisiert war, kommt es manchmal allein dadurch, dass der Septuaginta-Übersetzer ihn anders vokalisierte als später die Masoreten, zu einem ganz anderen Textverständnis. Ein Beispiel:
- „Vögel aber kamen auf die Körper [der geschlachteten Opfertiere] herab, auf ihre Hälften, und Abram setzte sich neben sie.“ (Gen 15,11 EU; Masoretischer Text und Samaritanus dagegen lesen: verjagte sie)

Die Übersetzungstechnik wechselt. Anscheinend waren manche Teile der Genesis in der alexandrinischen Gemeinde wohlbekannt, vor allem die Josefsnovelle. Das ermutigte zu freier Übersetzung, auch zu Ergänzungen. Mit anderen Textabschnitten war der Übersetzer kaum vertraut. Seine Übersetzung wurde dann sehr wortgetreu. Wenn er sich den Text so erarbeiten musste, unterliefen ihm allerdings auch Fehler. Denn seine hebräische Sprachkompetenz war begrenzt.
Die Übersetzung von Gen 5,24  zeigt, dass der Übersetzer die zeitgenössische Henochliteratur kannte:
- „Und Henoch gefiel Gott, und er war unauffindbar, weil Gott ihn (an einen andern Ort) versetzt hatte.“

Dank seiner hellenistischen Bildung gab der Genesis-Übersetzer geografische Bezeichnungen im hebräischen Text oft durch ein griechisches Äquivalent wieder (Beispiel: Aram-Naharaim Gen 24,10  und Paddan-aram Gen 25,20  = Mesopotamien). In Ägypten identifizierte er Goschen mit Heroopolis und On mit Heliopolis. Seltsam ist die Notiz (Gen 35,19  und Gen 48,7 ), dass sich das Grab Rahels in der Nähe eines Hippodroms befunden habe. Es ist seiner Transkriptionsweise zu verdanken, dass moderne Bibelübersetzungen in der Regel Gaza (statt hebräisch עַזָּה ‘Azzāh) und Gomorr(h)a (statt hebräisch עֱמֹרָה ‘Ämorāh) lesen. Er prägte zahlreiche Neologismen. Die Scheol übersetzte er mit Hades, ohne dass deutlich würde, welche Vorstellungen er selbst vom Totenreich hatte. Indem in der Fluterzählung der Begriff altgriechisch κατακλυσμός kataklysmós verwendet wird, werden beim Leser antik-philosophische Modelle von zyklisch wiederkehrenden Katastrophen aufgerufen.

### Aramäisch
Der Targum Onkelos entstand möglicherweise in Palästina, gelangte im 3./4. Jahrhundert n. Chr. in den Osten und wurde dort redigiert. Er stellt insgesamt eine sehr wörtliche Übersetzung aus dem Hebräischen dar. Um die Transzendenz Gottes zu betonen, werden anthropomorphe Züge des Gottesbildes geändert, beispielsweise „roch“ Gott nicht das Opfer Noachs, sondern „nahm es wohlgefällig an“ (Gen 8,21 ). Die Erhabenheit Gottes ist dadurch gewahrt, dass er nicht unmittelbar mit den Menschen in Kontakt tritt, sondern durch seine „Gegenwart“ (Schechina) oder sein „Wort“. Gelegentlich stimmt der Targum Onkelos mit dem Samaritanus und der Septuaginta überein gegen den Masoretischen Text. Aber insgesamt ist der Targum in der Genesis nach Einschätzung von Avigdor Shinan vor allem als Zeuge für die jüdische Rezeption des Textes in der Antike interessant und weniger für die Textkritik.
Der Targum Pseudo-Jonathan ist das Gegenteil vom Targum Onkelos: der Text der Genesis ist angereichert mit vielen Ergänzungen teils haggadischer Art. Pseudo-Jonathan bringt kritische Anmerkungen zu den Erzeltern und fügt nicht nur Erwähnungen von Engeln in den Bibeltext ein, sondern auch des Satan, zum Beispiel in Gen 3,6 . Die Datierung dieses Targum schwankt zwischen dem 4. und dem 8./9. Jahrhundert, doch die Indizien deuten auf eine späte Entstehung – wenn auch die Erwähnung von Mohammeds Frau und Tochter in Gen 21,21  eine Glosse sein dürfte.

### Lateinisch
Die Vulgata ist nach Einschätzung von Hedley Sparks eine erstaunliche Mischung: manchmal übersetzte Hieronymus streng wörtlich, dann wieder übernahm er Formulierungen der Vetus Latina, einer frühen lateinischen Tochterübersetzung der Septuaginta. Manchmal klingt eine jüdische Tradition an, an anderen Stellen gab Hieronymus seinem Text einen „christlichen Klang.“ Eine christologische Anspielung brachte Hieronymus beispielsweise in Gen 40,19 : der Oberbäcker wird vom Pharao „ans Kreuz (statt: ans Holz) gehängt“; weil im folgenden Vers von „drei Tagen“ die Rede war, konnte der christliche Leser kaum anders, als an die Kreuzigung Christi zu denken.
Obwohl Hieronymus Überlegungen zur Methode des Übersetzens anstellte, attestiert ihm Sparks, dass er spontan nach seinem Sprachgefühl übersetzte. Als Hieronymus sich um 398 der Genesis zuwandte, hatte er durch jahrelange Erfahrung mit dem Bibelübersetzen die Sicherheit gewonnen, sich von wortwörtlichen Übersetzungen zu lösen. Ein Testfall für den selbständigen Umgang mit der Vorlage ist die Wiedergabe der häufigen Präposition hebräisch בֵּין bên „zwischen“, die im Hebräischen gedoppelt wird: „zwischen A und zwischen B.“ In Gen 3,15  brachte der Septuaginta-Übersetzer diesen Hebraismus gleich zweimal: „Und Feindschaft werde ich setzen zwischen dir und zwischen der Frau, zwischen deiner Nachkommenschaft und zwischen ihrer Nachkommenschaft.“ Hieronymus formulierte knapper und eleganter: „Feindschaft setze ich zwischen dir und der Frau, deiner Nachkommenschaft und ihrer Nachkommenschaft“ (inimicitias ponam inter te et mulierem et semen tuum et semen illius).
Die Funde antiker hebräischer Schriftrollen in der Wüste Juda haben die textkritische Bedeutung der Vulgata gemindert; sie hat aber immer noch Gewicht, besonders dort, wo sie mit anderen Textzeugen gegen den Masoretischen Text übereinstimmt. Ein Beispiel ist Gen 3,17 , wo anscheinend die beiden ähnlich aussehenden hebräischen Buchstaben Dalet (ד) und Resch (ר) verwechselt wurden:
- „Weil du auf die Stimme deiner Frau gehört hast und von dem Baum gegessen hast, … sei die Erde bei deiner Arbeit verflucht.“ (Vulgata, ähnlich Septuaginta; beide lasen in ihrer Vorlage anscheinend hebräisch בעבדך)
- „Weil du auf die Stimme deiner Frau gehört hast und von dem Baum gegessen hast, … ist der Erdboden deinetwegen (hebräisch בַּעֲבוּרֶךָ) verflucht.“ (Masoretischer Text)

## Rezeptionsgeschichte

### Jüdische Leser

#### Hellenismus und Frühe Kaiserzeit

##### Qumran
Das Buch Genesis war für das Judentum zur Zeit des Zweiten Tempels von hervorragender Bedeutung. Indiz dafür ist, dass sich unter den Schriftrollen vom Toten Meer je nach Zählung 23 oder 24 Rollen der Genesis fanden. 19 Manuskripte stammen aus den Höhlen bei Qumran, die übrigen von anderen Fundplätzen in der Judäischen Wüste. Übertroffen wurde es unter den Büchern des späteren Tanach an Häufigkeit nur vom Buch Deuteronomium (je nach Zählung 33 bis 36 Rollen) und vom Buch der Psalmen (36 Rollen).
Eine intensive Auseinandersetzung mit der Genesis zeigt sich darüber hinaus in Manuskripten, die man als Reworked Pentateuch, Überarbeitungen des Pentateuch, bezeichnet. Ein interessantes Beispiel ist 4Q158, eine erweiterte Version von Gen 32,23–32  (Jakobs Kampf am Jabbok). Im Bibeltext steht, dass Jakob seinem unheimlichen nächtlichen Gegner einen Segen abringt; 4Q158 ergänzt, wie dieser Segen lautete: „Der Herr segne dich und mehre dich … Wissen und Einsicht. Er bewahre dich vor allen Übertretungen … von jetzt an auf ewig.“ Es werden also Lücken der biblischen Erzählung gefüllt und unklare Stellen präzisiert.

##### Philo von Alexandria
Die Kommentierung der Genesis ist ein Schwerpunkt im Werk Philos. Dabei lassen sich drei Kommentarwerke unterscheiden.
- Die „Probleme und Lösungen zu Genesis und Exodus“ (Quaestiones et solutiones in Genesim et in Exodum) kommentieren in Frage-Antwort-Form die beiden ersten biblischen Bücher. Anlass zur Frage sind mal schwierige Textstellen, mal philosophische Themen, die nach Philos Meinung im Bibeltext angedeutet wurden. Das griechische Original ist verloren; erhalten ist eine lückenhafte armenische Übersetzung des 6. Jahrhunderts, die einen Kommentar zu Gen 2,4 bis 28,9 enthält.[92]
- Daneben gibt es von der Hand Philos einen „Allegorischen Kommentar“ (den Begriff prägte Eusebius von Caesarea). Diese Kommentierung, sein Hauptwerk, befasst sich ganz mit der Genesis. Die erhaltenen 19 Traktate (von mindestens 31) decken mit Lücken den Text von Gen 2,1 bis 18,2 ab. Hier bieten einzelne Bibelverse den Ansatzpunkt für umfangreiche Exkurse, zum Beispiel Gen 9,20 EU zum Ackerbau.[93]
- Die dritte Kommentierung behandelt die Genesis im Kontext des ganzen Pentateuch. Zwölf der ursprünglich 15 Traktate sind erhalten, fünf widmen sich der Genesis, darunter De opificio mundi (Schöpfung), De Abrahamo (Abrahamerzählungen) und De Iosepho (Josefsnovelle). Hier löste Philo sich weitgehend vom Bibeltext, den er etwa in De opificio mundi nur sechsmal wörtlich zitierte. Sein Vorgehen ist mit einer modernen Predigt vergleichbar, bei der der Bibeltext einmal knapp referiert und dann ausgelegt wird.[94]

Philos Exegese steht in einer antiken Tradition, wie sie in der Homerinterpretation der Stoiker vorlag. Er interessierte sich für die Biografien der Genesis. Abrahams Wanderung beispielsweise ist für Philo ein Aufstieg der Seele. Jede Hauptperson der Genesis steht für eine besondere Tugend; bei Abraham ist es Tugend durch Lernen, da er den Polytheismus seiner Heimat (= Ur in Chaldäa) hinter sich lässt und zum Monotheismus (= dem Land der Verheißung) durchdringt.

##### Josephus
Die Nacherzählung des Buchs Genesis nimmt in Josephus’ Hauptwerk, den Antiquitates, breiten Raum ein (1,27–2,200). Weil er paraphrasierte, ist oft nicht sicher, auf welchen Bibeltext er zugriff (Hebräisch, Griechisch, vielleicht auch Aramäisch), oder ob er aus dem Gedächtnis zitierte. Josephus könnte ältere Nacherzählungen der Genesis genutzt haben, beispielsweise Eupolemos, Philo, das Buch der Jubiläen oder das Testament Josefs, er könnte aber auch dort, wo er Berührungen mit diesen Texten aufweist und sich vom Bibeltext unterscheidet, eine gemeinsame ältere Tradition zitieren.
Mose war für Josephus der Verfasser der Genesis, daher bezog er sich in seiner Genesis-Paraphrase mehrfach auf ihn als Autorität. Auch er selbst meldete sich gelegentlich zu Wort und präsentierte sich so als Experte, dessen Darstellung der Leser Glauben schenken könne. An drei Stellen, bei denen er Einwände seiner römischen Leserschaft vermutete, führte Josephus nichtjüdische Historiker als Gewährsleute für die Glaubwürdigkeit der Genesis an:
- Ant 1,93–94 die Sintflut – bestätigt durch Manetho, Berossos und Nikolaos von Damaskus;
- Ant 1,107–108 das hohe Lebensalter in den Genealogien der Urgeschichte – bestätigt durch Manetho, Berossos, Mochos, Hestiaeos, den Ägypter Hieronymos, Hesiod, Hekataios von Milet, Hellanikos von Lesbos, Akusilaos von Argos, Ephoros von Kyme und Nikolaos;
- Ant 1,118–119 der Turmbau zu Babel – bestätigt durch „die Sibylle“ und Hestiaeos.

Das bedeutet allerdings nicht, dass Josephus alle diese Autoren selbst gelesen hätte. So räumte er an anderer Stelle (Ant 1,240) ein, dass er ein Zitat des Kleodemos bei Alexander Polyhistor gefunden hatte. Um die Glaubwürdigkeit der Genesis weiter zu unterstreichen, wies Josephus darauf hin, dass die Überreste der Arche „an einem Ort, den die Armenier ‚Ausstieg‘ nennen“ noch zu besichtigen seien. Auch die Salzsäule, in die Lots Frau verwandelt wurde, sei noch vorhanden.
Mehrfach füllte Josephus Leerstellen der biblischen Erzählung. In der Geschichte von Kain und Abel beispielsweise ergänzte er, dass es auch noch Schwestern gab. Da Kain ein „übler, gewinnsüchtiger“ Mensch gewesen sei, versteht der Leser, warum Gott sein Opfer nicht annahm. Nach dem Brudermord versteckte Kain den Leichnam, und Gott fragte ihn, was denn mit Abel passiert sei, den er schon tagelang nicht mehr gesehen habe, während die Brüder doch sonst stets zusammen seien.
Josephus ließ anthropomorphe oder sonst wie für römische Leser irritierende Züge des Gottesbildes aus; bei den Patriarchen entfernte er alles, was Zweifel an ihrer Moral erregen konnte. Außerdem straffte und kürzte er, um für sein Publikum spannend zu erzählen.

#### Rabbinische Literatur

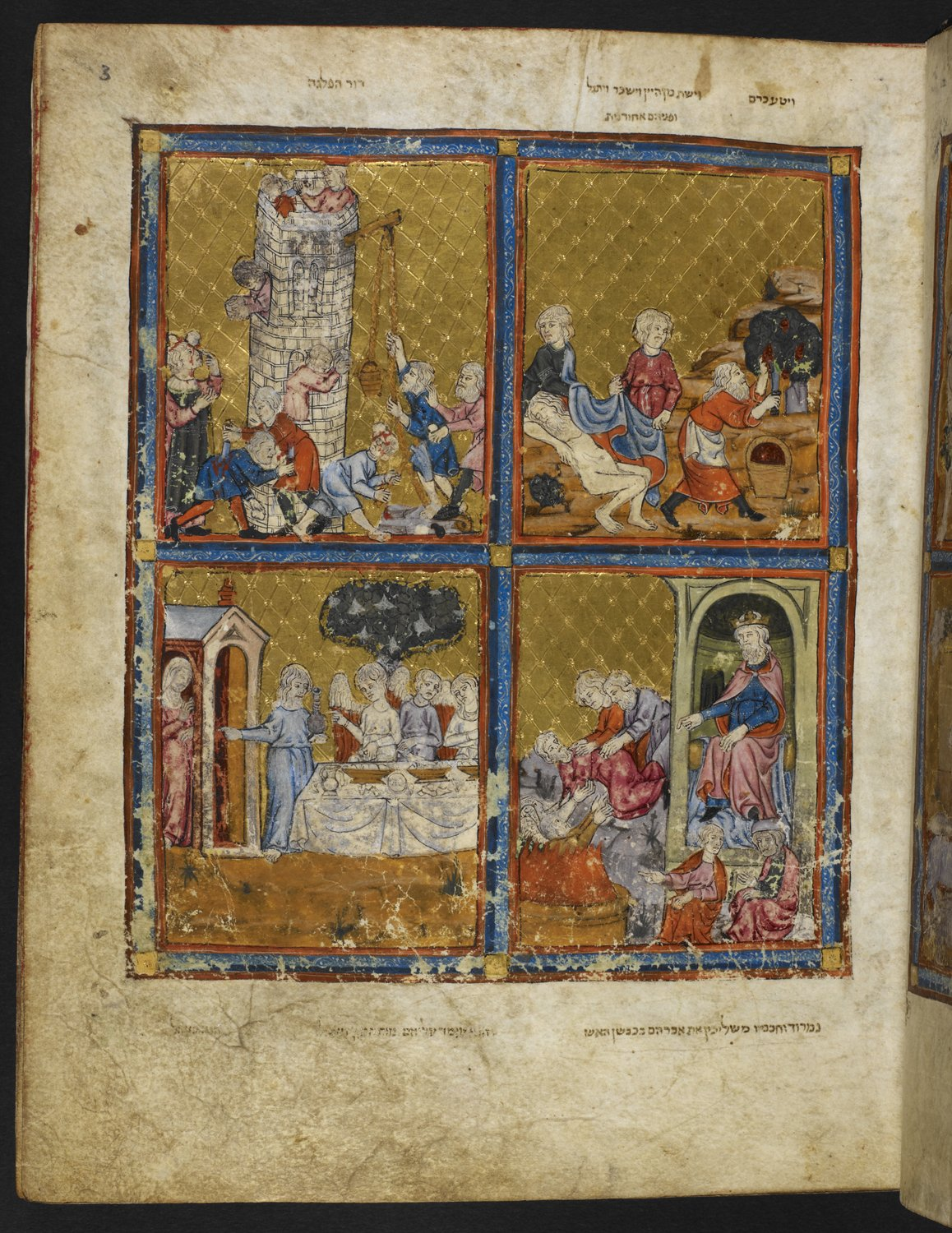
Oben rechts: Noach als Weinbauer, links: Turmbau zu Babel. Unten rechts: Abraham wird auf Nimrods Geheiß in den feurigen Ofen geworfen (Midrasch), links: Abraham und seine Gäste im Hain Mamre (Goldene Haggada, Sefardisch, 14. Jahrhundert, British Library)

Die Rabbinen nahmen an, dass Halachot in der Tora erst beginnend mit Ex 12,1  mitgeteilt werden; deshalb gibt es keinen halachischen Midrasch zum Buch Genesis.
Der haggadische Midrasch Bereschit Rabba (auch Genesis Rabba genannt) wird ins 5. Jahrhundert datiert und ist der älteste rabbinische Kommentar zur Genesis. Er enthält die Interpretation, dass Gott die Welt mit der Tora wie mit einem Instrument erschaffen habe. Auch habe Gott am ersten Schöpfungstag alles erschaffen und an den folgenden Tagen das Geschaffene jeweils an seinen richtigen Ort gesetzt. Das Licht, das den ersten Schöpfungstag erhellt, sei jenes Licht, in das Gott sich wie in einen Mantel hüllt (vgl. Ps 104,2 ). Der Urmensch sei androgyn mit zwei Gesichtern geschaffen und später von Gott geteilt worden. Der Midrasch Bereschit Rabba enthält auch eine ältere Erzählung, die Abraham als Monotheisten zeichnet: Er zerschlägt die Götzen seines Vaters und wird von dem erzürnten Terach an König Nimrod ausgeliefert, der ihn in einen feurigen Ofen werfen lässt. Aber Gott rettet Abraham. Die Verfasser des Midrasch Bereschit Rabba waren sich des großen christlichen Interesses an der Genesis bewusst und betrieben, so Michael Morgenstern, eine „Präventionsexegese“, welche die im Christentum beliebte typologische Deutung der Genesis-Erzählungen erschweren sollte. Eine andere Strategie sieht er darin, christliche Behauptungen zu überbieten; beispielsweise werde Gottes wunderbares Handeln an den Erzmüttern Sara und Rebekka in einer Weise ausgemalt, welche die jungfräuliche Geburt Mariens in den Schatten stelle. Die Rabbinen waren bereit, Schwierigkeiten der eigenen Position zuzugeben (beispielsweise dass der Gottesname Elohim grammatikalisch eine Pluralform ist) und machten die Diskussion solcher Stellen insofern spannend – aber nur, um am Ende zugunsten der eigenen Tradition zu entscheiden. Immer wieder wird der Bruderkonflikt zwischen Esau und Jakob in der Genesis genutzt, um die Distanz zum nachkonstantinischen, christlich gewordenen Rom zu thematisieren.
Jüngeres Material zur Genesis enthalten die Tanchuma-Jelammedenu-Midraschim. Aggadat Bereschit (11. Jahrhundert) stellt zu 28 Kapiteln der Genesis jeweils eine Homilie zum Text mit einer Homilie zu passenden Propheten- und Psalmlesungen zusammen. Bereschit Rabbati gilt als Exzerpt eines Midrasch zur Genesis, der im 11. Jahrhundert verfasst wurde, aber sehr alte Traditionen aufgreift.
Eine Nacherzählung der Bibel auf Grundlage der rabbinischen Literatur bot Louis Ginzberg mit den Legenden der Juden (Band 1: Schöpfung bis Jakob, Band 2: Josef bis Exodus).

#### Mittelalterliche Kommentare

##### Rabbaniten (Geonim)
Saadia Gaon (882–942) übersetzte den Pentateuch ins Arabische (Tafsīr) und verfasste dazu einen Kommentar, der zunächst die arabische Übersetzung bringt, dann einzelne Übersetzungsentscheidungen begründet und schließlich den Text teils versweise, teils in Sinnabschnitten kommentiert. In hellenistischer Tradition schickte Saadia seinem Genesis-Kommentar eine Einleitung voraus. Darin bestimmte er das Verhältnis zwischen Tora und rationaler Erkenntnis. Im Zentrum der Tora stehen die Ge- und Verbote, hinzu kommen Verheißungen von Segen und Fluch bei Erfüllung bzw. Nichtbeachtung dieser Mitzwot und Erzählungen von gerechten und bösen Menschen, die zum Befolgen der Mitzwot anregen sollen. So ordnete er auch die Erzelternerzählungen in den gesamten Pentateuch ein. In Abwehr der karäischen Bibelauslegung formulierte Saadia exegetische Regeln. Diese dienen dazu, den Bibeltext mit anderen Wissensquellen in Übereinstimmung zu bringen. Saadias Exegese erhält damit einen rationalistischen Zug. Andere rabbanitische Kommentare zur Genesis verfassten Saadias Schüler Samuel ben Chofni und Tanchum ben Josef der Jerusalemit (13. Jahrhundert).

##### Karäer
Als Gegenentwurf zur rabbanitischen Exegese entwickelte sich die karäische Bibelauslegung, welche sich seit dem 10. Jahrhundert der arabischen Sprache bediente. Jaqub al-Qirqisani, der in Bagdad lehrte, verfasste das „Buch der Parks und Gärten“ (Kitāb al-Riyāḍ wa-ʾl-ḥadāʾiq), eine Auslegung der Erzählungen des Pentateuch. Seine Genesis-Auslegung ist stark philosophisch geprägt. Jefet ben Eli wirkte in Jerusalem und war in seinen Kommentaren besonders an der linguistischen und literarisch-strukturellen Analyse des Textes interessiert. Er behandelte die Protagonisten der Genesis als komplexe literarische Figuren (round characters), während sie in der älteren rabbinischen Auslegung eher zur Veranschaulichung moralischer Lehren dienten (flat characters). Jefet ben Elis Genesis-Kommentar nutzt das Konzept des „Erzählers“ (arabisch: mudawwin), der zum Beispiel mit Auslassungen und Rückblicken arbeitet, aber auch Züge eines Editors hat, indem er unterschiedliche Handlungsstränge verbindet.

##### Nordfranzösische Schule
Die nordfranzösische jüdische Exegese des 11./12. Jahrhunderts kennzeichnet eine am Literalsinn (Peschat) orientierte Kommentierung. Raschi (1040–1105), ihr bekanntester Vertreter, war mit seinem Genesis-Kommentar sehr erfolgreich, weil er den traditionellen Midrasch und neue Formen der Textanalyse zu verbinden wusste. Bei Raschi ist auch ein apologetisches Interesse erkennbar. Beispielsweise sei der Zweck der Schöpfungsgeschichte, den Nichtjuden Gottes Herrschaft über den Kosmos bekanntzumachen und seine Entscheidung, dem jüdischen Volk Israel Eretz Israel zu geben. Damit reagierte er auf die Eroberung Jerusalems durch die Kreuzfahrer. Seine Kommentierung der Urgeschichte distanziert sich von zeitgenössischen christlichen Auslegungen, etwa der Ruach in Gen 1,2 (nicht der Heilige Geist), der Engel (strikt von Gott abhängig, können nichts von sich aus tun), der Paradieserzählung (keine Begründung der Erbsünde, keine christologischen Anspielungen). Raschi vermied es auch, das Handeln der Erzeltern zu kritisieren. Jakobs ungesegneter Zwillingsbruder Esau dagegen steht in Raschis Auslegung für das Christentum. Mit Rückgriff auf den Midrasch hob Raschi Esaus mehrmaliges Fehlverhalten hervor.
Samuel ben Meir (1080–1160), Raschis Enkel, stellte die Genesis in den Kontext der ganzen Tora. Ihre Erzählungen dienen dazu, die Mitzwot der Tora zu illustrieren; der Zweck der Schöpfungsgeschichte beispielsweise sei es, die Heiligung des Schabbat zu begründen. Mehrfach wiederholte er in seinem Kommentar, dass das Buch Genesis nicht auf Gottes Diktat von Mose niedergeschrieben, sondern von Mose selbst formuliert worden sei.
Josef Bechor-Schor (1130–1200) war ein Schüler Samuel ben Meirs und in seinem Genesiskommentar besonders an der psychologischen Zeichnung der Hauptpersonen, dem kulturellen Hintergrund der Handlung und dem Stil der Erzählung interessiert. Zweimal erwähnte er, dass ein Editor mit dem Text der Genesis befasst gewesen sei.

##### Spanische Schule

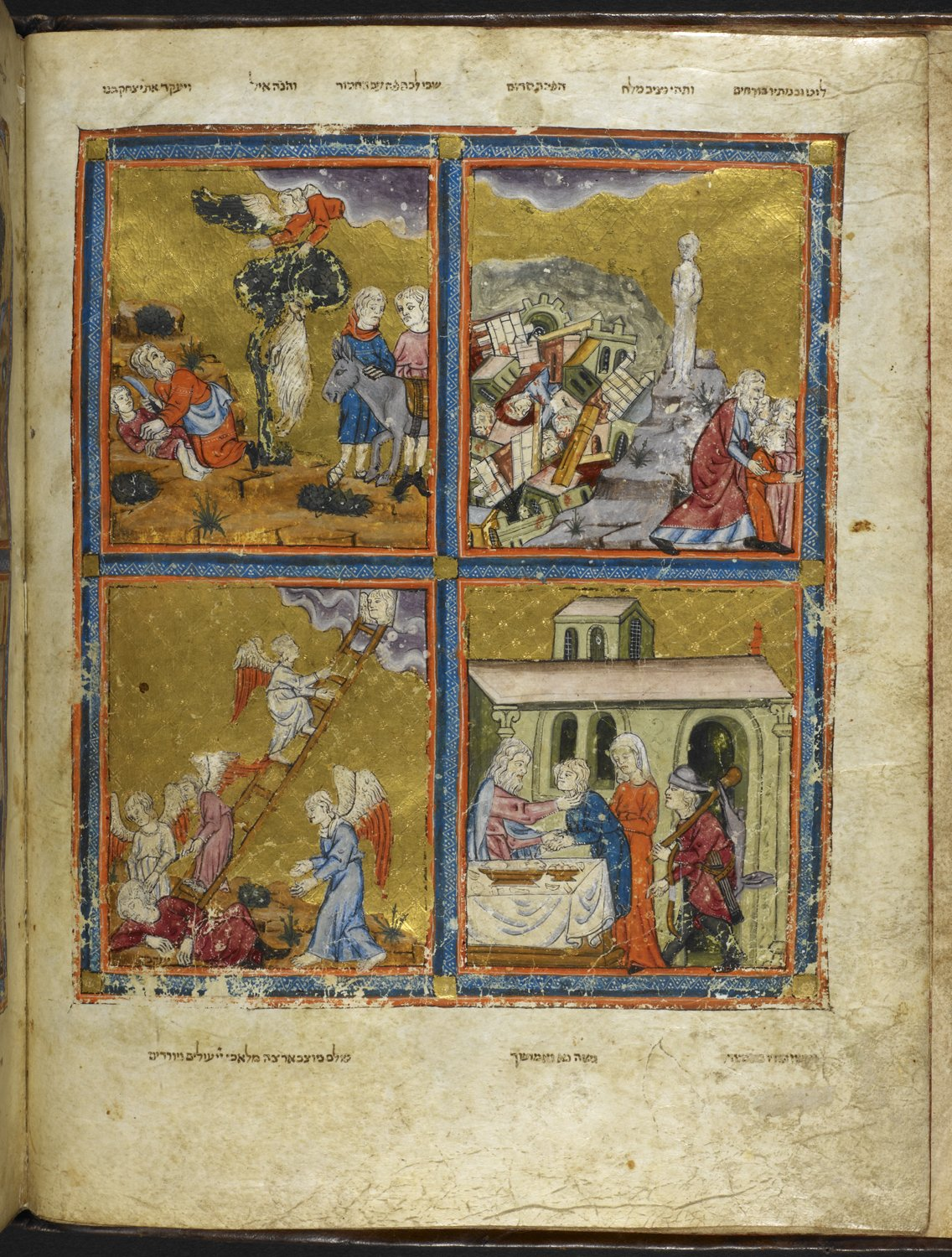
Oben rechts: Lots Flucht aus Sodom; links: Bindung Isaaks. Unten rechts: Jakob erhält den väterlichen Segen, bevor Esau mit seiner Jagdbeute, einem (nicht koscheren) Hasen, heimkehrt; links: Jakobs Traum von der Himmelsleiter (Goldene Haggada)

Abraham ibn Esras Torakommentar ist philologisch interessiert. Zu Gen 12,5  bemerkte er, diese anachronistische Notiz sei von einem Editor hinzugefügt worden. Von seiner Hand ist ein (unvollständiger) langer und ein kurzer Genesis-Kommentar erhalten. Der lange Kommentar behandelt Textanalyse und inhaltliche Kommentierung getrennt, letztere umfasst auch philosophische und naturwissenschaftliche Exkurse.
Nachmanides kombinierte in seinem sehr umfangreichen Torakommentar die Erträge der nordfranzösischen und der spanischen Exegese. Bei der Kommentierung der Genesis-Erzählungen folgte er der exegetischen Regel „Die Taten der Väter sind ein Zeichen für die Kinder“ und interpretierte sie typologisch. Isaaks unfreiwilliger Aufenthalt in Gerar (Gen 26,1 ) weist zum Beispiel auf das Babylonische Exil hin, und die drei Brunnen, die er dort grub (Gen 26,19–22 ), stehen für den Salomonischen Tempel, den Zweiten Tempel und den für die Zukunft erhofften unzerstörbaren Dritten Tempel in Jerusalem. Esau steht durchgängig für das Römische Reich. Dass Jakob Esau Boten entgegenschickt (Gen 32,4 ), entspricht der Bündnispolitik der Makkabäer mit Rom. Wenn Jakob aus Furcht vor Esaus Gewalt seine Familie in drei Gruppen teilt, so verweist das für Nachmanides auf die verschiedenen jüdischen Gemeinschaften in der zeitgenössischen Diaspora: wenn eine einem Pogrom zum Opfer fällt, wird vielleicht die andere überleben.

##### Provençalische Schule
Die Kimchi-Familie wanderte im 12. Jahrhundert aus Spanien in die Provençe aus und brachte die Erträge der im muslimisch-arabischen Kulturraum entwickelten jüdischen Exegese mit. In den jüdischen Gemeinden der christlich geprägten Provençe stand der traditionelle rabbinische Midrasch in hohem Ansehen; die Kimchis widmeten sich der Aufgabe, neuere Formen der Textanalyse bekannt zu machen. Rabbi David Kimchi (1160–1235), bekannt unter dem Akronym Radak, verfasste einen am Literalsinn orientierten, philologischen Torakommentar, der (im Unterschied zu Raschi) den Midrasch nicht nacherzählt, sondern jeweils aus den Quellen zitiert. Sein Genesis-Kommentar zeichnet sich dadurch aus, dass er den Motiven der Protagonisten und den Problemen, denen sie sich stellen müssen, detailliert nachgeht. „Er weicht von den Rabbinen ab, die dazu tendieren, solche Figuren in mythischer Sprache zu beschreiben und ihr Handeln – oft anachronistisch – entsprechend der eigenen Religiosität motivieren. Radaks Porträt dagegen ist lebendig und menschlich, psychologisch tiefgründig und historisch stimmig.“

#### Mittelalterliche Mystik

Die zehn Sefirot

Das Buch Genesis war eine Matrix, auf der die kabbalistische Literatur ihre Themen entwickeln konnte. Die mystische Kommentierung des Genesis-Textes nimmt daher in ihren Hauptwerken breiten Raum ein.
Die Schöpfung wird als Emanation der transzendenten Gottheit (En Sof) verstanden; die zehn Sefirot als Gottes Attribute gehören der oberen Welt an, haben aber in der Schöpfungserzählung ihre irdischen Entsprechungen. Beispielsweise entsprechen die Schöpfungstage den Sefirot von Chesed bis Malchut.
Der Paradiesgarten der Genesis symbolisiert im Zohar den himmlischen Garten Eden, zu dem die Seele durch sieben Hallen (Hechalot) aufsteigt. Dabei wird die Thronwagenvision im Buch Ezechiel (Ez 1,4–28 ) mit dem Text der Genesis zusammengesehen. So entsprechen die vier Wesen der Vision Ezechiels den vier Engeln Michael, Gabriel, Uriel und Rafael und diese wiederum den vier Paradiesströmen, welche nach Gen 2,10  dem Garten Eden entspringen.
Die Patriarchen werden in der kabbalistischen Literatur vielfältig gedeutet. Weit verbreitet ist jedoch, sie aufgrund ihrer Biografie und Charaktereigenschaften folgenden Sefirot zuzuordnen:
- Abraham: Chesed (Liebe),
- Isaak: Gevura (Stärke),
- Jakob: Tiferet (Schönheit).

#### Mitzwot in Bereschit
Folgende Mitzwot (Ge- und Verbote) sind in Bereschit enthalten:
- Gen 1,28 EU: Peru u-revu, das Gebot, sich zu vermehren;[114]
- Gen 2,2–3 EU: Schabbat und Beginn des Schabbat am Abend;[115]
- Gen 17,10–11 EU: Brit Mila (Beschneidung);[116]
- Gen 32,33 EU: Verbot, Muskelfleisch der Hüfte zu essen (nach sefardischer Auslegung bedeutet dies nur die Entfernung des Hüftnervs, nach aschkenasischer Auslegung Verzicht auf Fleisch vom hinteren Teil eines Tieres).[117]

#### Jüdische Liturgie
Das Buch Genesis wird im einjährigen synagogalen Lesezyklus verteilt auf zwölf Wochenabschnitte (Paraschijot) ganz vorgelesen, beginnend mit Simchat Tora, d. h. im Herbst und Winter. Darüber hinaus ist die Toralesung am Neujahrsfest (Rosch ha-Schana) der Genesis entnommen, und zwar Gen 21,1–34  (Geburt Isaaks) am ersten Tag und Gen 22,1–24  (Bindung Isaaks) am zweiten Tag. „Die rabbinische Exegese führte die Vergebung der Kinder Jisraels an Rosch ha-Schana und Jom Kippur auf die Verdienste von Avraham und Jizchaq zurück. Durch die mittelalterliche Märtyrerideologie wird Jizchaq zum Symbol des Überlebens von Katastrophen und damit zum Symbol von Gottes Vergebung.“
Gen 2,1–3  wird, einschließlich des Kiddusch, in der Liturgie des Schabbat insgesamt siebenmal rezitiert.

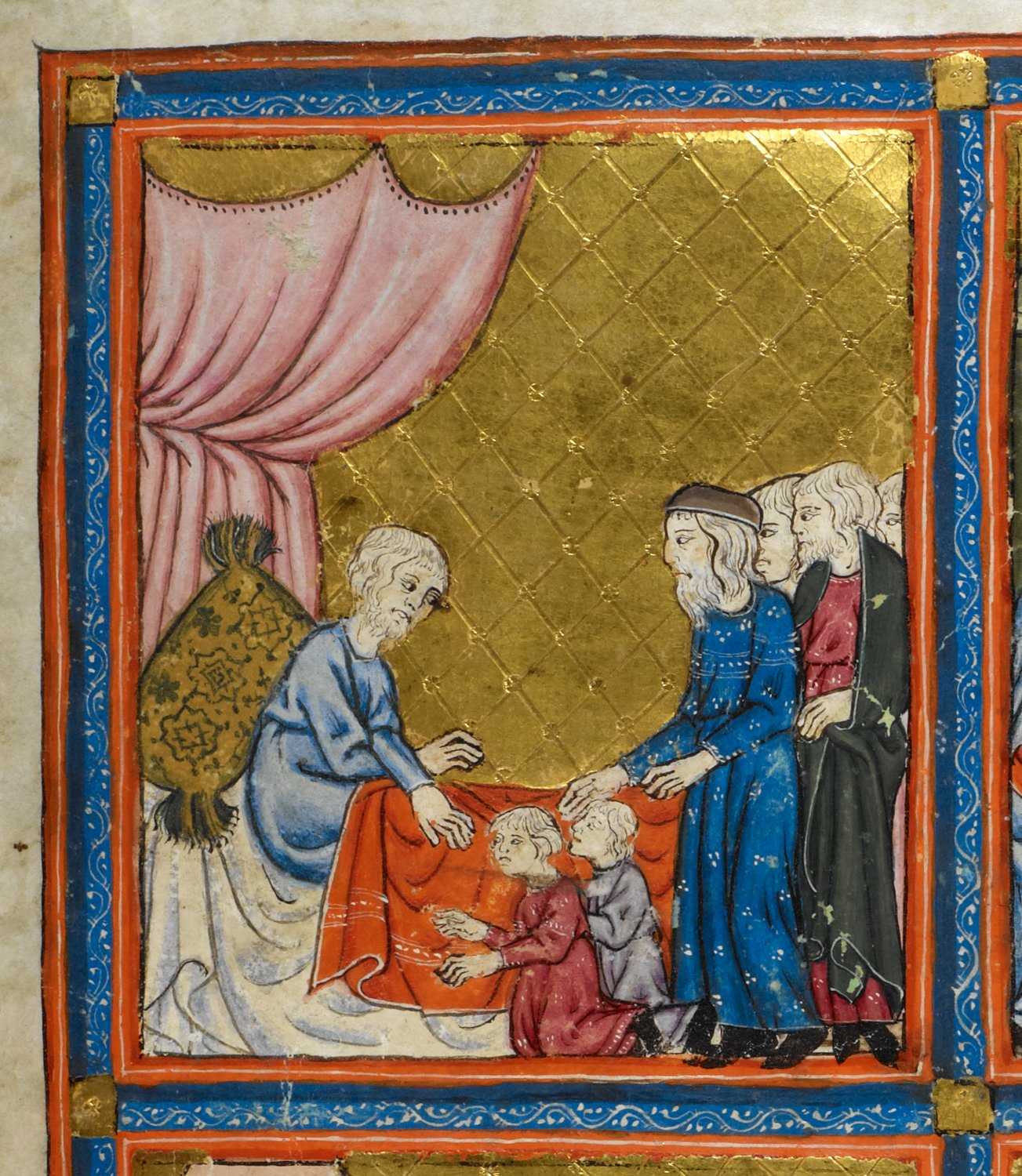
Jakob segnet Efraim und Manasse (Goldene Haggada)

Die in der Genesis enthaltenen Segenssprüche (Gen 27,28–29 ; Gen 28,3–4 ; Gen 49,25–26 ) wurden ebenso wie andere biblische Segen in der Liturgie für den Sabbatausgang aufgenommen. Jakobs Segen für seine Enkel Efraim und Manasse (Gen 48,16 ) ist Teil des Abendgebets für Kinder; der Segen Gen 48,20  wird von Eltern bei der Sabbatmahlzeit und bei anderen Gelegenheiten rezitiert.
Auf Kabbalisten geht der Brauch zurück, Gen 22,1–24  (Bindung Isaaks) im täglichen Morgengebet vor den Psuke desimra zu lesen.

### Christliche Leser

#### Neues Testament
Im Neuen Testament gibt es rund 30 Zitate aus der Genesis und etwa doppelt so viele deutliche Bezugnahmen auf dieses Buch. Dabei werden zentrale Themen der Jesusbewegung angesprochen.
Dem Markusevangelium (Mk 10,1–12 ) zufolge begründete Jesus von Nazareth mit der Schöpfungsgeschichte (Gen 1,27  und Gen 2,24 ) ein Verbot der Ehescheidung. Der Text wird nach der Genesis-Septuaginta zitiert. Damit liegt das Verständnis nahe, mit der Menschenschöpfung werde die monogame Ehe begründet, die in der Welt der Genesis allerdings nicht üblich war (vgl. die Erzelternerzählungen).
Die Einleitung zum Evangelium nach Johannes knüpft an Gen 1,1  an, indem sie mit den Worten beginnt: „Im Anfang war das Wort, und das Wort war bei Gott, und das Wort war Gott. Im Anfang war es bei Gott“ (Joh 1,1–2 ). Auch hier wird betont, dass das Wort Gottes am Anfang der Welt stand. Dieses Wort ist, so Johannes, in Jesus von Nazareth Fleisch geworden und hat Kunde gebracht (Joh 1,14–18 ).
Für Paulus von Tarsus war Abraham, der auf Gottes Verheißung vertraut, ein Vorbild des Glaubens, der sich nicht auf Werke verlässt. Aufgrund von Gen 15,6  entwickelte er sein Verständnis von Glauben und Rechtfertigung. Anhand der Brüderpaare Isaak und Ismael (Gal 4,21–30 ) sowie Jakob und Esau (Röm 9,6–13 ) veranschaulichte Paulus Gottes freie Gnadenwahl. Die Erschaffung Adams aus Erde, die durch den Geist Gottes belebt wird (Gen 1,27 ), war für Paulus einen Hinweis auf den neuen Körper bei der Auferstehung (1 Kor 15,45 ).
Jesus ist für den Verfasser des Hebräerbriefs der in Psalm 110 erwähnte Hohepriester „nach der Ordnung Melchisedeks“ (Hebr 7,1–22 ); er begründete dies mit einer Auslegung von Gen 14,18–22 , der Begegnung Abrahams mit Melchisedek. Im 11. Kapitel wird der vorbildliche Glaube von Adam, Henoch, Noach, Abraham, Sara, Isaak, Jakob und Josef beschrieben.
Die Johannesoffenbarung greift mehrfach Motive der Genesis auf. So gibt es im Neuen Jerusalem Bäume des Lebens (Offb 22,2 ), die an den Paradiesgarten erinnern, und wenn Jesus als „Löwe aus dem Stamm Juda“ bezeichnet wird (Offb 5,5 ), so klingt der Stammesspruch für Juda aus dem Jakobssegen am Ende der Genesis an (Gen 49,9 ).

#### Alte Kirche

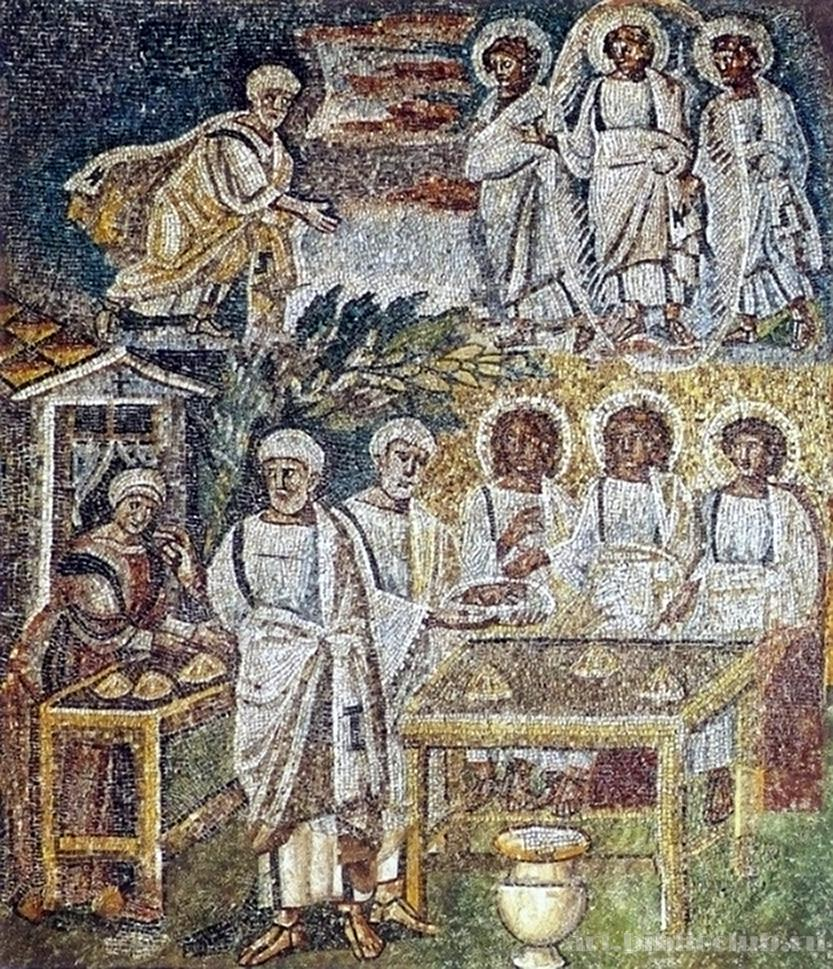
Drei Reisende zu Gast bei Abraham im Hain Mamre (Mosaik in Santa Maria Maggiore, 5. Jahrhundert)

Die Kirchenväter befassten sich intensiv mit der Kommentierung der Genesis. Was sie faszinierte, war vor allem das Sechstagewerk der Weltschöpfung (Hexaemeron). Dabei wurden Anregungen aus Philos Traktat De opificio mundi aufgenommen. Origenes’ Genesiskommentar blieb nur fragmentarisch erhalten. Von seiner Hand gibt es auch eine Reihe von Homilien zur Genesis. Unter den griechisch schreibenden Kirchenvätern nehmen die Homilien Basilius’ des Großen über das Sechstagewerk eine beherrschende Stellung ein. Sein jüngerer Bruder Gregor von Nyssa verfasste ein Werk über die Erschaffung des Menschen (De hominis opificio), das als Ergänzung hierzu gedacht war. Ausgehend von Gen 2,4 , referierte Gregor zu Beginn das geozentrische Weltbild der zeitgenössischen Wissenschaft, anscheinend ohne eine Spannung zwischen dem biblischen Bericht und den Theorien des Claudius Ptolemäus wahrzunehmen. Die Kirchenväter übernahmen mehrheitlich die von Ptolemäus vorausgesetzte Erdkugel; eine Minderheit, darunter Kosmas Indikopleustes, nahm eine Erdscheibe (Flache Erde) an.
Ephräm der Syrer verfasste einen umfangreichen Kommentar zur Genesis in syrischer Sprache. Anders als in seiner Hymnendichtung, verzichtete er in diesem Prosawerk auf die typologische Deutung und beschränkte sich meist auf den Literalsinn des Textes. Die erste Hälfte des Kommentars befasst sich nur mit Schöpfung und Fall sowie Sintflut. Teilweise paraphrasierte er nur den Bibeltext, teilweise bot er Interpretationen, die in der jüdischen Exegese ihre Parallelen haben. Ephraem hatte besonders in Nisibis intensiv mit jüdischen Gesprächspartnern diskutiert. Er war wahrscheinlich mit der jüdischen Bibelauslegung vertraut, auch wenn seine genauen Quellen nicht bekannt sind.
Während Basilius die Kommentierung der Schöpfungsgeschichte im griechischen Raum prägte, sind von den Lateinern zahlreiche Kommentare zur Genesis überliefert – allein Augustinus von Hippo setzte fünfmal dazu an. Sein erster Traktat über das Sechstagewerk (De Genesi adversus Manichaeos) sollte die Kritik der Manichäer an der Genesis widerlegen. Mit seiner Allegorese selbst unzufrieden, versuchte er sich an einer wörtlichen Auslegung der Genesis, die er aber im ersten Kapitel abbrach (De Genesi ad litteram liber inperfectus). Dann widmete er dem Lobpreis der Weltschöpfung die beiden letzten Bücher der Confessiones, arbeitete von 401 bis 415 noch einmal an einer wörtlichen Auslegung der Genesis (De Genesi ad litteram), und schließlich bot ihm die Genesis in De civitate Dei einen Erzählfaden für die Geschichte der civitas Dei und der civitas terrena, an dem er sich orientieren konnte. Bei den Kommentaren im engeren Sinne kam er nie über Kapitel 3 hinaus. Mit De Genesi ad litteram schuf Augustinus „die umfangreichste, eingehendste und wirkmächtigste Darstellung der christlichen Kosmologie der Antike“, welche über das Sechstagewerk hinaus auch den Paradiesgarten und den Sündenfall einbezieht. Augustinus sah eine große Nähe zwischen der biblischen Schöpfungsgeschichte und Platons Timaios. Das Buch Genesis platonisch zu lesen, war im lateinischen Westen noch recht neu; Augustinus kam damit in dem intellektuellen Kreis um Ambrosius von Mailand in Berührung. Die Schöpfungsgeschichte wörtlich zu verstehen, heißt bei Augustinus, sie „auf das Ewige hin“ auszulegen; beispielsweise seien Licht, Tag, Abend und Morgen in Gen 1,3–5  Bezeichnungen für die Engel, die Gott betrachten und lobpreisen. Die Vertreibung des Menschenpaars aus dem Paradies war für Augustinus dagegen ein historisches Faktum, was zusätzliche tiefere Bedeutungen nicht ausschloss.
Die Erzelternerzählungen dienten den Kirchenvätern vor allem zur Veranschaulichung ethischer Grundsätze. Besonders Ambrosius kommentierte sie in diesem Sinn und übernahm dabei Auslegungen Philos, konnte aber auch an den Gebrauch der Genesis bei Autoren des Neuen Testaments anknüpfen. Eine Besonderheit ist die Josefsgeschichte; Josef war ein Muster an Tugend, aber zusätzlich ließen sich bei ihm Parallelen zur Passionsgeschichte Christi entdecken, wie insbesondere Caesarius von Arles herausarbeitete.
Die drei Gäste, die Abraham im Hain Mamre bewirtete (Gen 18,16–33 ), wurden in der altkirchlichen Exegese auf die Trinität gedeutet, so bei Hilarius von Poitiers, Ambrosius von Mailand und Caesarius von Arles.
Eine Sonderstellung unter den altkirchlichen Kommentaren zur Genesis hat der philologische Kommentar des Hieronymus (Hebraicae quaestiones in libro Geneseos). Hieronymus, der in Bethlehem lebte und bei rabbinischen Gelehrten Hebräischunterricht nahm, befragte diese Gewährsleute auch über schwierige Bibelstellen. So findet sich in Hieronymus’ philologischem Kommentar Material, das Parallelen in Talmud und Midrasch hat. Eigentlich wollte Hieronymus alle alttestamentlichen Bücher auf diese Weise kommentieren; es blieb aber bei der Genesis.
Die Genesis-Auslegung in der lateinischen Westkirche wurde durch Hieronymus’ Hebraicae quaestiones zusammen mit den Kommentaren von Augustinus und Ambrosius geprägt, wie sich bei Beda Venerabilis und Cassiodor zeigt. Isidor von Sevilla kompilierte ältere Auslegungen in seinem allegorischen Kommentar (Quaest. de veteri et novo Testamento; De ortu et obitu patriarcharum).

#### Mittelalter
Kennzeichnend für die mittelalterliche Rezeption des Buchs Genesis ist die Anreicherung der biblischen Erzählungen mit weiterem Material, teils aus Josephus’ Antiquitates, Pseudo-Philos Liber Antiquitatum Biblicarum, dem Buch der Jubiläen und dem Leben Adams und Evas. Beispielsweise ergänzte der Höllensturz Luzifers und der rebellierenden Engel die Schöpfungsgeschichte. Der Urmensch Adam wurde aus achterlei Stoffen erschaffen, mit einem Apfel versucht, und auf seinem Grab entspross der Baum des Kreuzes. Auf dem Weg über gelehrte Werke wie Petrus Comestors Historia scholastica fanden diese Genesis-Paraphrasen weite Verbreitung in den Volkssprachen. Dass nicht alles auch so in der Bibel stand, war wenig bekannt.
Chronistische Werke in den Volkssprachen, zum Beispiel die mittelhochdeutsche gereimte Weltchronik des Wiener Patriziers Jans der Enikel begannen mit der Schöpfungsgeschichte und einer Nacherzählung der Genesis bis zum Turmbau von Babel, meist fortgeführt bis zu Abraham. Für mittelalterliche Gelehrte warf die Genesis eine Reihe viel diskutierter Probleme auf: die Abmessungen der Arche, die Zahl der darin beförderten Tiere, der Stammbaum der Kainiten und Sethiten mit dem in beiden Genealogien genannten Lamech. Immer wieder ließ sich in der Genesis typologisch ein Bezug zu Jesus Christus entdecken: beispielsweise galt die Arche als Typus Christi, da die Öffnung der Tür am Ende der Sintflut in Bezug zur Öffnung der Seitenwunde des gekreuzigten Christus gesetzt wurde.

#### Frühe Neuzeit

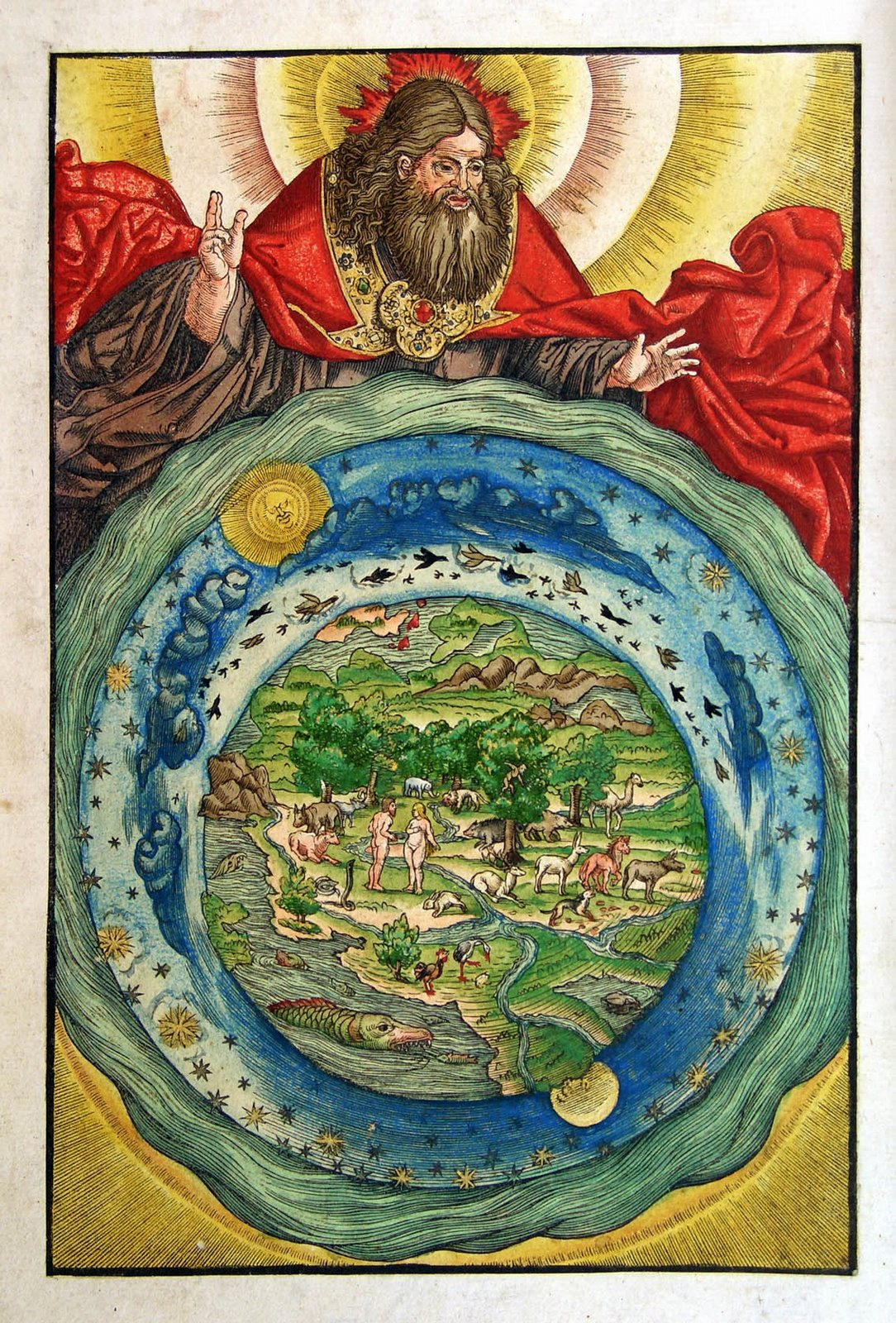
Erschaffung der Welt in Luthers Biblia Deutsch von 1534

Die große Genesisvorlesung (1535–1545, nach Mitschriften 1544–1554 in vier Bänden gedruckt) ist ein Spätwerk Martin Luthers. Er nutzte den Vers Gen 3,15 , das sogenannte Protevangelium, als hermeneutischen Schlüssel zur Genesis. Mit der kirchlichen Tradition verstand er ihn als Verheißung des Sieges Jesu Christi über die Mächte des Verderbens. Im Kontext von Gen 3 tröste diese Weissagung Adam und Eva nach dem Sündenfall. Abraham, Isaak und Jakob sind für Luther Beispiele des Glaubens, der sich ganz auf Gottes Verheißungswort verlässt. Seien sie doch „wie Landstreicher“ ohne feste Wohnung umhergezogen und hätten Anfechtung und Tröstung erlebt. Tröster der angefochtenen Heiligen seien insbesondere die Engel, wofür Luther in den Erzelternerzählungen mehrere Beispiele fand. Am Ende des Buchs Genesis beziehe sich die messianische Weissagung im Jakobssegen (Gen 49,8–12 ) auf das Protevangelium zurück.
Johannes Calvins Genesiskommentar erschien 1554. Im Hintergrund steht der nach dem Consensus Tigurinus neu entflammte Streit mit den deutschen Lutheranern um das richtige Abendmahlsverständnis, der dann auch Calvins Haltung zu Luther und dessen Bibelexegese tangierte. Luthers gedruckte Genesisvorlesung nutzte er bis Gen 25,11, in den großen Linien zustimmend, in Einzelfragen aber mit scharfer Distanzierung. Calvin problematisierte, wie Mose das Buch Genesis habe schreiben können, wo er doch zur Zeit des Exodus lebte. Er habe eine mündliche Überlieferung über die Urgeschichte und die Erzeltern mit dem Beistand des Heiligen Geistes in eine gültige schriftliche Form gebracht. Dabei habe er für die Israeliten seiner Zeit in einer leicht verständlichen Weise geschrieben, obwohl er selbst ein hochgelehrter Ägypter gewesen sei. Die zentrale Aussage (argumentum) des Buchs Genesis sei: Nach Schöpfung und Sündenfall verheißt Gott der Menschheit ihre Wiederherstellung durch Christus als dem Mittler; dank Gottes Vorsehung besteht auf Erden immer eine Gemeinschaft, die ihn anbetet, wenn auch oft unter Verfolgung. Die Erzeltern gehören demnach zur gleichen Kirche wie Calvin und seine Leser. Aufgrund des großen zeitlichen Abstands gebe es aber kulturelle Unterschiede, und nicht alle Details der Genesis seien für den heutigen Leser relevant.
Als christlicher Basistext wurde die Genesis seit Mitte des 17. Jahrhunderts vor allem unter zwei Fragestellungen untersucht: Bot ihre Chronologie ein zuverlässiges Gerüst für die Frühgeschichte der Menschheit? Und war Mose ihr Verfasser? Der anglikanische Erzbischof James Ussher veröffentlichte 1650 das Werk Annales veteris testamenti, a prima mundi origine deducti, in dem er aufgrund des chronologischen Materials der Hebräischen Bibel die These aufstellte, dass die Welt in der Nacht auf Sonntag, den 23. Oktober 4004 v. Chr. erschaffen worden sei. Ethnographische Studien und Reiseberichte aus der Neuen Welt veranlassten Isaac de La Peyrère zu der These, Adam sei nicht der erste Mensch überhaupt gewesen, sondern der erste Jude. Seine Präadamiten-These regte an, die Urgeschichte der Genesis nicht länger mit der Frühgeschichte der ganzen Menschheit gleichzusetzen. La Peyrère bezweifelte, dass Mose die Genesis verfasst hätte. Ähnlich sah es Thomas Hobbes: In seinem Hauptwerk Leviathan urteilte er, Mose sei ein Gesetzgeber gewesen und habe nicht die erzählerischen Teile des Pentateuch, darunter die Genesis, niedergeschrieben.

## Genesis in Kunst, Literatur, Musik und Film
Der Bezug auf einzelne Erzählungen und Motive der Genesis in Kunst, Literatur, Musik und Film ist so vielfältig, dass hier nur Beispiele genannt werden können. Relativ selten wird das Buch Genesis als Ganzes thematisiert.

### Bildende Kunst
Mehrere spätantike christliche Genesis-Codices (Cotton-Genesis, Wiener Genesis, Ashburnham-Pentateuch) sind durchgängig illustriert. Jüdische Genesis-Manuskripte, welche nicht erhalten sind, dienten hierfür wahrscheinlich als Vorlagen. Denn Details dieser Illustrationen werden durch die rabbinische Literatur verständlich. Die frühesten erhaltenen jüdischen Bilderzyklen zur Genesis finden sich am Anfang einiger mittelalterlicher Haggadot: beispielsweise in der Goldenen Haggada, der Sister Haggada und – am vollständigsten – in der Sarajevo-Haggada.
In der Basilika Santa Maria Maggiore in Rom blieb der frühchristliche Mosaikzyklus des Kirchenschiffs erhalten, welcher alttestamentliche Szenen zeigt: an der linken Seite die Erzelternerzählungen, an der rechten Seite Szenen des Auszugs aus Ägypten und der Landnahme. Die Mosaiken von Triumphbogen und Apsis stellen neutestamentliche Motive dar. Damit veranschaulicht der Mosaikenschmuck in Santa Maria Maggiore, wie die Erzählungen der Genesis bzw. des Alten Testaments überhaupt in einen größeren, neutestamentlichen Deutungsrahmen gestellt wurden. Die Begegnung von Abraham und Melchisedek und die Bewirtung der drei Gäste durch Abraham im Hain Mamre wurden, entgegen der biblischen Reihenfolge, näher zum Altar gerückt, weil die christliche Auslegungstradition hier einen Bezug zur Eucharistie sah.
Die Bernwardstür (St. Michael, Hildesheim) stellt Szenen aus der Urgeschichte, von der Erschaffung Adams bis zu Kains Brudermord, typologisch Szenen aus dem Leben Jesu gegenüber und steht damit für eine weitere häufige Rezeption der Genesis in der christlichen Kunst: Der Beginn der Genesis (Schöpfung und Fall, Brudermord) schildert demnach die zunehmende Entfernung des Menschen von Gott, dem im Neuen Testament mit Geburt, Tod und Auferstehung Christi die Rückkehr des Menschen in die Gottesnähe entspricht. Portale und Kirchentüren boten sich für solche Bilderzyklen an, weil sie auf dem Weg von der profanen Welt in den geweihten Kirchenraum durchschritten werden.

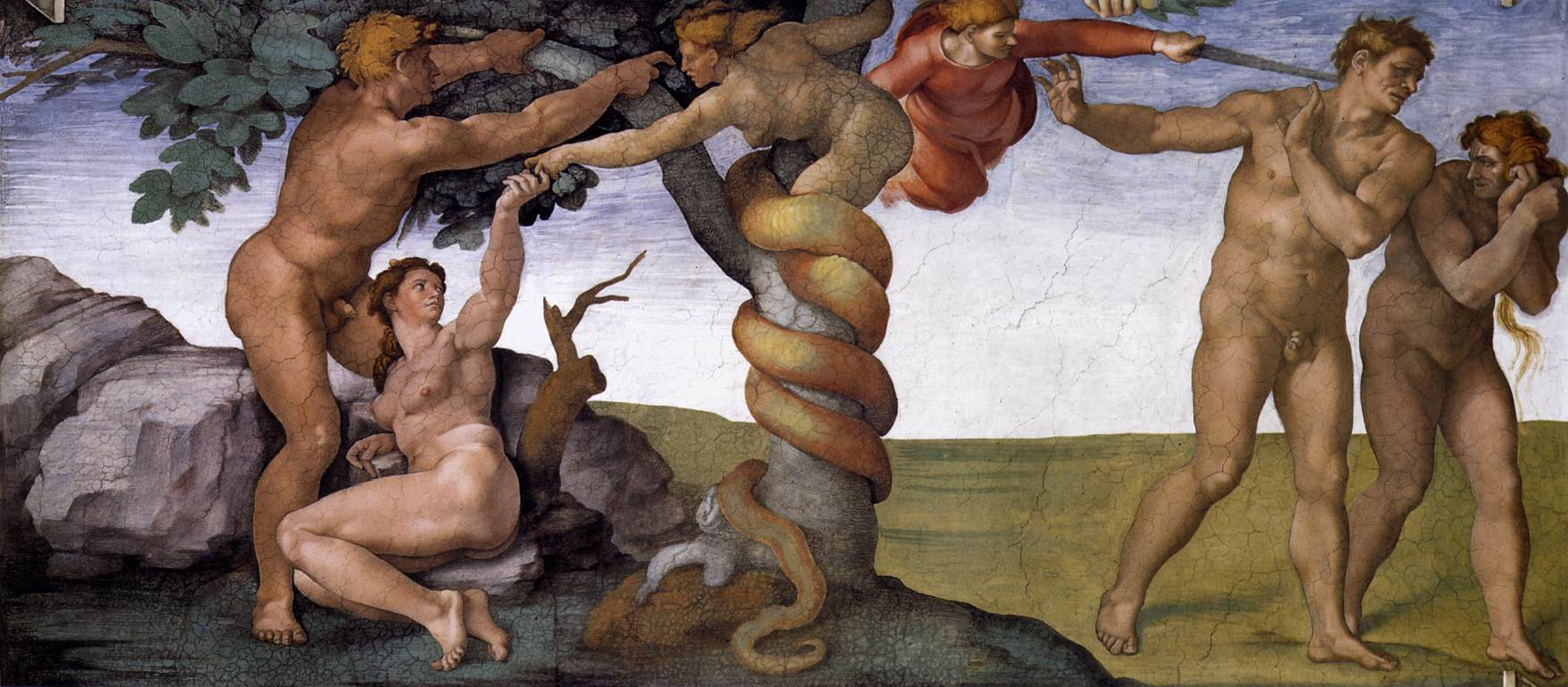
Sündenfall und Vertreibung aus dem Paradies (Michelangelo, Decke der Sixtinischen Kapelle, Detail)

Die Decke der Sixtinischen Kapelle malte Michelangelo 1508/12 mit Szenen aus der Urgeschichte aus, während die Stirnwand später ein Fresko des Jüngsten Gerichts erhielt. Diese Lektüre der Genesis in einem endzeitlichen Deutungsrahmen ist ebenfalls häufig in der bildenden Kunst umgesetzt worden.

### Musik und Film
Unter den Kompositionen, die einzelne Teile der Genesis zum Thema haben, wäre beispielsweise Joseph Haydns Oratorium Die Schöpfung (1798) zu nennen, oder Georg Friedrich Händels Oratorium Joseph and his Brethren (1743). Werke mit dem Titel Genesis thematisieren meist die Schöpfungsgeschichte, beispielsweise Charles Wuorinen: Genesis (1989). Die Genesis Suite (1945) dagegen behandelt die ganze Urgeschichte und ist ein Gemeinschaftswerk mehrerer Komponisten (Nathaniel Shilkret, Arnold Schönberg, Alexandre Tansman, Darius Milhaud, Mario Castelnuovo-Tedesco, Ernst Toch und Igor Strawinsky).
The Bible: In the Beginning … (1966) ist eine Bibelverfilmung des Regisseurs John Huston. Der Film behandelt die Kapitel Gen 1–22; die Umsetzung der Sintfluterzählung ist nicht nur wegen des technischen Aufwands bemerkenswert. Huston tritt selbst in der Rolle des Noach auf. In der Arche ist die Familie Noachs mit der kurzweiligen Fütterung der verschiedenen Tierarten beschäftigt, während man von fern die Schreie der Ertrinkenden hört, wovor es Noachs Frau graust.

## Forschungsgeschichte

### Protestantische Exegeten

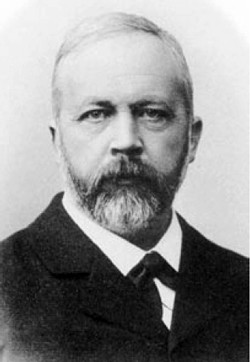
Julius Wellhausen

Beobachtungen im Buch Genesis waren für die Entwicklung der alttestamentlichen Literarkritik, Formkritik und Religionsgeschichte des antiken Israel von sehr großer Bedeutung. Weil der erste Schöpfungsbericht den Gottesnamen Elohim verwendet, der mit Gen 2,5  einsetzende zweite Schöpfungsbericht dagegen den Gottesnamen JHWH, postulierte Johann Gottfried Eichhorn ab 1779 zwei von Mose mit verschiedenen anderen Fragmenten zusammengearbeitete Hauptquellen (Elohim-Quelle und Jehova-Quelle) für den gesamten Pentateuch. Karl David Ilgen fand im Buch Genesis 1798 drei Quellenschriften und wies auf die Andersartigkeit des Deuteronomiums hin; damit war die Vier-Quellen-Theorie (Ältere Urkundenhypothese) im Grunde bekannt, wenn auch die wissenschaftliche Rezeption zunächst gering blieb. Dies änderte sich durch die Arbeiten von Hermann Hupfeld (1853) und Eduard Riehm (1854). Aber noch immer galt die mit Gen 1,1 einsetzende, den Gottesnamen Elohim benutzende Quellenschrift als die älteste (die „Urschrift“). Sie sei durch eine jüngere, ebenfalls „elohistische“ Schrift ergänzt worden, welche die Erzelternerzählungen enthielt. Dann sei als drittes eine noch jüngere „jehovistische“ Schrift hinzugekommen, die ebenso wie die „Urschrift“ eine Schöpfungsgeschichte enthalten habe und am Gebrauch des Gottesnamens JHWH (damals gelesen als „Jehova“) kenntlich sei. Eine Revision dieses Modells legte Julius Wellhausen ab 1876 vor (Die Composition des Hexateuchs; Prolegomena zur Geschichte Israels): Der zweite Schöpfungsbericht (Jahwist) ist demnach Jahrhunderte älter als der erste (Priesterschrift)! Das hat weitreichende Folgen für unser Bild von der Religionsgeschichte Israels. Denn demnach gehören die umfangreichen kultgesetzlichen Regelungen, welche die Priesterschrift kennzeichnen, nicht zum ältesten Gut. Eine Frühzeit der Religion Israels wird erkennbar, in der die Propheten wirkten und die Orientierung am „Gesetz“ noch nicht im Zentrum stand (lex post prophetas). Literarkritik in der Nachfolge Wellhausens heißt auch, dass die Genesis nicht länger als Buch wahrgenommen wird, sondern als erster Teil einer aus pragmatischen Gründen auf mehrere Buchrollen aufgeteilten literarischen Einheit Hexateuch (= Pentateuch und Buch Josua).

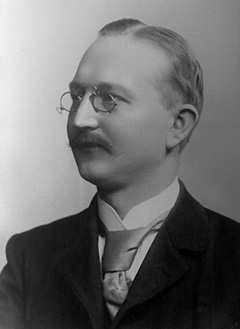
Hermann Gunkel

Für Hermann Gunkel war die literarkritische Scheidung der Hexateuchquellen 1922 ein Ruhmesblatt der „modernen protestantischen Wissenschaft von der Bibel“. Anfang des 20. Jahrhunderts bestand der Optimismus, diese Quellenscheidung bis auf den einzelnen Vers, teilweise bis aufs Wort genau durchführen zu können. Unter Voraussetzung des Wellhausen’schen Modells fragte Gunkel in seinem als Klassiker geltenden Genesis-Kommentar hinter diese rekonstruierten schriftlichen Quellen zurück nach den alten, mündlichen Überlieferungen und formulierte programmatisch: „Die Genesis ist eine Sammlung von Sagen.“ Er arbeitete die Kunstform dieser Erzählungen heraus, weil ein Exeget, der „an der künstlerischen Form dieser Sagen achtlos vorübergeht, nicht nur sich selbst eines hohen Genusses beraubt, sondern auch die wissenschaftliche Aufgabe, die Genesis zu verstehen, nicht vollkommen erfüllen kann.“ Diesen ästhetisch-literaturgeschichtlichen Zugang verdankte Gunkel Johann Gottfried Herder. In der Genesis unterschied er „Ursagen“ (einstige Mythen) und Vätersagen; die Josefsgeschichte verstand er als Novelle.
Gerhard von Rad verfasste 1949–1953 einen viel rezipierten, allgemeinverständlichen Kommentar zur Genesis mit einem formgeschichtlichen Schwerpunkt. Er sah den Jahwisten (und nach seinem Vorbild auch die Verfasser der jüngeren Quellenschriften) hauptsächlich als Sammler, dessen eigene Leistung im Arrangement der Einzelsagen zu einer durchlaufenden Erzählung bestanden habe; am Text der alten Sagen habe der Jahwist vielleicht nicht mehr als „ein gewisses Behauen der archaischen Profile und … die Setzung ganz bestimmter feiner Akzente“ vorgenommen.
Claus Westermann legte 1974–1982 einen umfassenden wissenschaftlichen Genesis-Kommentar in drei Bänden vor. Literarkritik und Formkritik sind darin verbunden; die religionsgeschichtlichen Parallelen aus der näheren und weiteren Umwelt Israels werden berücksichtigt. Als Formkritiker hielt es Westermann für möglich, sehr alte mündliche Traditionen herauszuarbeiten, die einen Blick in die nomadische Frühzeit Israels ermöglichen.

### Jüdische Exegeten

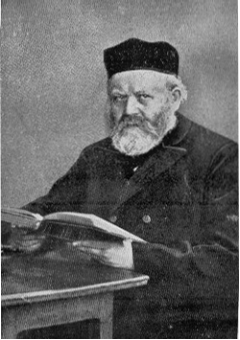
David Hoffmann

Einzelne jüdische Exegeten befassten sich im späten 19. und im 20. Jahrhundert eingehender mit der Literarkritik der Wellhausen-Schule in der Absicht, diese zu widerlegen: beispielsweise Samuel David Luzzatto, Umberto Cassuto und David Zvi Hoffmann – letzterer als orthodoxer Rabbiner eine Ausnahme, denn für einen Großteil der jüdischen Orthodoxie war die Auseinandersetzung mit der christlichen Exegese kein Thema. Hoffmann versuchte den Nachweis zu führen, dass die Priesterschrift die älteste Quellenschrift des Pentateuch sei, drehte also die von der Wellhausen-Schule postulierte zeitliche Reihenfolge um. Das war ein Ansatz, der später von Yehezkel Kaufmann und dessen Schule in Israel und Amerika weiter verfolgt wurde. Samson Raphael Hirsch, eine prägende Persönlichkeit der jüdischen Neo-Orthodoxie, verfasste Kommentare zu den Büchern der Tora, die sich gegen das zeitgenössische Reformjudentum wenden, die protestantische Bibelkritik aber allenfalls indirekt kritisieren. Aufbauend auf der Symbolmetaphorik der Romantik, legte Hirsch die Genesis symbolisch und (begründet mit dem „Prinzip der Lautverwandschaft“) etymologisch aus.
Der Genesis-Kommentar des liberalen Rabbiners Benno Jacob erschien 1934 in Berlin. Für Jacob war die Beziehung der Tora zu Israel der hermeneutische Schlüssel zur Genesis; sein Hauptwerk sollte ein „wissenschaftlicher, unabhängiger jüdischer Kommentar“ zum Buch Genesis sein. Jacobs Kommentar zeigt große Vertrautheit mit der jüdischen Auslegungstradition und zeichnet sich durch eine Fülle an Einzelbeobachtungen aus, numerologische Spekulationen zum Zahlenmaterial der Genesis inbegriffen. Dass Jacob die protestantische Literar- und Formkritik entschieden ablehnte, hinderte nicht, dass sein Genesis-Kommentar von protestantischen Theologen stark rezipiert wurde. Beispielsweise nutzte Karl Barth in seinem umfangreichen Exkurs zu Gen 1–2 in der Kirchlichen Dogmatik III/1 (1945) kontinuierlich Jacobs Kommentar, dem er die Metapher von der Schöpfung als „Weltenhaus“ verdankte, welches Gott dem Menschen baue und einrichte. Auch die Genesis-Kommentare von Gerhard von Rad und Claus Westermann ziehen Jacobs Hauptwerk häufig heran.

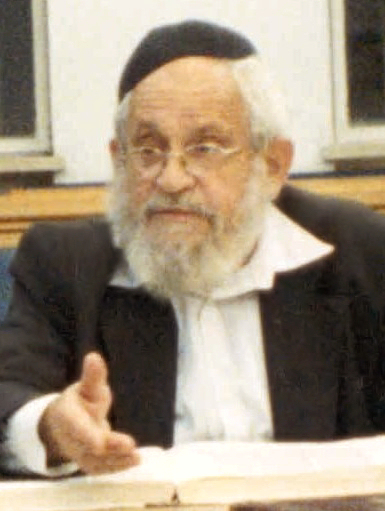
Mordechai Breuer (2001)

Obwohl sich argumentieren lässt, dass Wellhausens negative Darstellung des rabbinischen Judentums im Kontext des Kulturkampfs in Preußen oft auf den zeitgenössischen Katholizismus gezielt war, galt der Begründer der sogenannten „Höheren Kritik“ (= Literarkritik) als Antisemit; die Neuere Urkundenhypothese wurde deshalb in jüdischen Seminaren zunächst nicht vermittelt. Solomon Schechter brachte diese Ablehnung 1903 auf die Formel: Higher Criticism – Higher Anti-Semitism. Dies änderte sich durch den israelischen Bibelwissenschaftler Yehezkel Kaufmann, dessen Werk im englischsprachigen Raum durch Moshe Greenberg bekannt gemacht wurde: Kaufmann übernahm Wellhausens Unterscheidung der Hexateuchquellen, aber nicht deren zeitliche Ansetzung. Die Priesterschrift sei die älteste Quellenschrift; der ganze Pentateuch sei in der Zeit der Königreiche Israel und Juda niedergeschrieben worden, also in einer Zeit staatlicher Souveränität des jüdischen Volkes (was für Kaufmann als Zionisten wichtig war). Kaufmann öffnete damit der Urkundenhypothese in Israel und Amerika eine Tür.
Als Hebraist und Literaturwissenschaftler hält Robert Alter die Beschäftigung mit hypothetischen mündlich überlieferten Sagen und rekonstruierten schriftlichen Quellen für wenig zielführend und bevorzugt eine synchrone Lektüre des Endtextes. Mit The Art of Biblical Narrative (1981) etablierte er die Narrative Exegese im englischen Sprachraum.
Der israelische Rabbiner Mordechai Breuer übersetzte den Pentateuchkommentar von Samson Raphael Hirsch ins Neuhebräische. Breuer selbst akzeptiert die Grundannahmen der Literarkritik, sieht in den Pentateuch-Quellen aber die Absicht des göttlichen Autors, die Tora aus verschiedenen Perspektiven mitzuteilen (Pirqei Bereschit. 1998).

### Römisch-katholische Exegeten
Die Päpstliche Bibelkommission schränkte die Exegese des Alten Testaments Anfang des 20. Jahrhunderts erheblich ein. Sie veröffentlichte zu strittigen Themen (Dubia) argumentativ kaum begründete Antworten (Responsa), die den Rang von Dekreten päpstlicher Kongregationen hatten. Mit Bezug auf das Buch Genesis wurde verbindlich gelehrt:
- De mosaica authentia Pentateuchi (27. Juni 1906): Mose ist der Verfasser des Pentateuch; dieser ist nicht aus Quellen zusammengestellt. Dies muss aber nicht so verstanden werden, als hätte er den ganzen Pentateuch mit eigener Hand geschrieben oder jemandem diktiert; er kann auch mehrere Personen mit der Niederschrift beauftragt und ihr Werk abschließend gebilligt haben. Mose kann bei Abfassung des Pentateuch selbst Quellen (schriftliche Urkunden oder mündliche Überlieferungen) verwendet haben.
- De charactere historico trium priorum capitum Geneseos (30. Juni 1909): Die ersten drei Kapitel der Genesis haben historischen Charakter, sie sind keine Sagen oder Allegorien. Das betrifft die Erschaffung eines Urmenschenpaares im Stand der Gerechtigkeit, Unversehrtheit und Unsterblichkeit, den Sündenfall und die Vertreibung der Stammeltern aus dem Paradies. Bezüglich der Weltschöpfung wurden von den Kirchenvätern unterschiedliche Interpretationen vertreten; auch moderne katholische Exegeten können deshalb frei diskutieren, ob der Begriff „Tag“ wörtlich als ein natürlicher Tag oder im übertragenen Sinn als ein Zeitraum zu verstehen ist.

Die Enzyklika Divino afflante Spiritu (1943) markiert einen Wendepunkt. Sie eröffnete der katholischen Exegese größere Freiräume. In einem Brief an Erzbischof Emmanuel Suhard (Des sources du Pentateuque et de l’historicité de Genèse 1–11) vom 16. Januar 1948 stellte Pius XII. zur Geltung der beiden Dokumente der Bibelkommission von 1906 und 1909 fest: Die Frage, ob es Quellenschriften des Pentateuch gibt, sei schwierig und bedürfe weiterer Untersuchung durch katholische Exegeten. Die literarische Eigenart von Gen 1–11 (Urgeschichte) sei ein komplexes Thema. Die Geschichtlichkeit dürfe nicht pauschal abgelehnt werden, aber es sei ebenso falsch, die literarischen Formen dieser Texte außer Acht zu lassen und Kriterien an sie anzulegen, die ihnen nicht entsprächen.
1993 veröffentlichte die Bibelkommission das Dokument Die Interpretation der Bibel in der Kirche, welches sich zum Methodenpluralismus in der Exegese bekennt. Das schließt die Literar- und Formkritik ein, ohne ihnen ein Monopol zu geben. Lothar Ruppert verfasste als Mitglied der Bibelkommission eine kommentierende Einführung zu diesem Dokument. Er legte 1992–2008 in vier Bänden den bislang ausführlichsten deutschsprachigen Kommentar zur Genesis vor. Ruppert setzt darin die Neuere Urkundenhypothese voraus und betrachtet den Text diachron. Eher ungewöhnlich ist sein Festhalten an einer Frühdatierung des Jahwisten (in einem hypothetischen Davidisch-salomonischen Großreich) und des Elohisten (um 740 v. Chr.). Die ältesten Traditionen in der Jakobsgeschichte datiert Ruppert in die Späte Bronzezeit (14./13. Jahrhundert v. Chr.), als eine möglicherweise von der historischen Person Jakob geleitete Gruppe von Aramäern aus dem Ostjordanland in die Gegend von Sichem gezogen sei. Rupperts Kommentar informiert ausführlich über die spätantike und mittelalterliche Rezeptionsgeschichte der einzelnen Erzählungen der Genesis.

### Textausgaben
- Biblia Hebraica Stuttgartensia. 5. Auflage. Deutsche Bibelgesellschaft, Stuttgart 1997, ISBN 3-438-05219-9.
- Genesis. בראשית. Hrsg. von Abraham Tal (= Biblia Hebraica Quinta. Faszikel 1). Deutsche Bibelgesellschaft, Stuttgart 2016, ISBN 978-3-438-05261-2.
- Das Buch Im Anfang, verdeutscht von Martin Buber gemeinsam mit Franz Rosenzweig. Lambert Schneider, Berlin ca. 1926, urn:nbn:de:hebis:30:1-143130.

### Hilfsmittel
- Wilhelm Gesenius: Hebräisches und Aramäisches Handwörterbuch über das Alte Testament. 18. Auflage. Hrsg.: Herbert Donner. Springer, Berlin/Heidelberg 2013, ISBN 978-3-642-25680-6.
- Detlef Jericke: Die Ortsangaben im Buch Genesis: Ein historisch-topographischer und literarisch-topographischer Kommentar (= Forschungen zur Religion und Literatur des Alten und Neuen Testaments. Band 248). Vandenhoeck & Ruprecht, Göttingen 2013, ISBN 978-3-525-53610-0.

### Überblicksdarstellungen, Lexika
- Thomas Römer, Steve Moyise, Sidnie White Crawford, Marc Bregman, Meira Polliack, Marzena Zawanowska, Nehamit Pery, Michael G. Wechsler, Rachel Friedman, Barry Dov Walfish, Charlotte Köckert, Brian Murdoch, Michael G. Legaspi, Stephen Burge, Emily O. Gravett, Ljubomir Milanović, Nils Holger Petersen, Emily O. Gravett: Genesis, Book of. In: Encyclopedia of the Bible and Its Reception (EBR). Band 9, De Gruyter, Berlin/Boston 2014, ISBN 978-3-11-018377-1, Sp. 1147–1197.
- Lothar Ruppert: Genesis. In: Walter Kasper (Hrsg.): Lexikon für Theologie und Kirche. 3. Auflage. Band 4. Herder, Freiburg im Breisgau 1995, Sp. 453 f.
- Craig A. Evans, Joel N. Lohr, David L. Petersen: The Book of Genesis: Composition, Reception, and Interpretation (= Vetus Testamentum, Supplements. Band 152). Brill, Leiden 2012, ISBN 978-90-04-22653-1.
- Ronald Stephen Hendel: The Book of Genesis: A Biography. Princeton University Press, Princeton NY 2013, ISBN 978-0-691-14012-4.
- Hanna Liss: Das Buch Bereschit (Genesis). In: Tanach. Lehrbuch der jüdischen Bibel (= Schriften der Hochschule für Jüdische Studien. Band 8). 4., völlig neu überarbeitete Auflage. Universitätsverlag C. Winter, Heidelberg 2019, ISBN 978-3-8253-6850-0, S. 22–69.

### Jüdische Kommentare
- Robert Alter: Genesis. Translation and Commentary. Norton, New York 1996, ISBN 0-393-31670-X.
- Joseph Hertz: Pentateuch und Haftaroth. Band 1: Bereschit. Jüdischer Verlag, Berlin 1937 (hebräisch-deutsch).
- Samson Raphael Hirsch: Der Pentateuch, übersetzt und erläutert. Band 1: Die Genesis. Kauffmann’sche Buchhandlung, Frankfurt am Main 1867, urn:nbn:de:hebis:30:1-125772.
- Benno Jacob: Das Buch Genesis. Schocken Verlag, Berlin 1934; Nachdruck: Calwer Verlag, Stuttgart 2000, ISBN 3-7668-3514-9.
- W. Gunther Plaut (Hrsg.): Die Tora in jüdischer Auslegung. Übersetzt und bearbeitet von Annette Böckler. Band 1: Bereschit. Kaiser, Gütersloh 1999, ISBN 3-579-02646-1.

### Christliche Kommentare
- Bill T. Arnold: Genesis (= New Cambridge Bible Commentary). Cambridge University Press, Cambridge / New York 2009, ISBN 978-0-521-80607-7.
- Jürgen Ebach: Genesis 37–50 (= Herders Theologischer Kommentar zum Alten Testament). Herder, Freiburg/Basel/Wien 2007, ISBN 978-3-451-26803-8.
- Georg Fischer: Genesis 1–11 (= Herders Theologischer Kommentar zum Alten Testament). Herder, Freiburg/Basel/Wien 2018, ISBN 978-3-451-26801-4.
- Jan Christian Gertz: Das erste Buch Mose (Genesis). Die Urgeschichte Gen 1–11 (= Das Alte Testament Deutsch [ATD]. Band 1 Neubearbeitungen). Vandenhoeck & Ruprecht, Göttingen 2018, ISBN 978-3-525-57055-5.
- Lothar Ruppert: Genesis. Ein kritischer und theologischer Kommentar. 4 Teilbände. Echter Verlag, Würzburg 1992–2008,
  - Teil 1: Genesis 1,1–11,26, ISBN 3-429-01451-4,
  - Teil 2: Genesis 11,27–25,18, ISBN 3-429-02461-7,
  - Teil 3: Genesis 25,19–36,43, ISBN 3-429-02734-9,
  - Teil 4: Genesis 37,1–50,26, ISBN 978-3-429-03010-0.
- Gerhard von Rad: Das erste Buch Mose – Genesis. 3 Teilbände. Vandenhoeck & Ruprecht, Göttingen 1949–1953,
  - Teil 1: Kap. 1–12,9,
  - Teil 2: Kap. 12,10–25,18,
  - Teil 3: Kap. 25,19–50,26.
- Claus Westermann: Genesis. 3 Teilbände. Neukirchener Verlag, Neukirchen-Vluyn 1974–1981,
  - Teil 1: Kap. 1–11, 3. Auflage 1983, ISBN 3-7887-0028-9,
  - Teil 2: Kap. 12–36, 1981, ISBN 3-7887-0544-2,
  - Teil 3: Kap. 37–50, 1981, ISBN 3-7887-0671-6.

### Artikel und Monographien
- Erhard Blum: Die Komposition der Vätergeschichte (= Wissenschaftliche Monographien zum Alten und Neuen Testament. Band 57). Neukirchener Verlag, Neukirchen-Vluyn 1984, ISBN 3-7887-0713-5.
- Franziska Ede: Die Josefsgeschichte: Literarkritische und redaktionsgeschichtliche Untersuchungen zur Entstehung von Gen 37–50 (= Beihefte zur Zeitschrift für die alttestamentliche Wissenschaft. Band 485). De Gruyter, Berlin/Boston 2016, ISBN 978-3-11-044746-0.
- Georg Fischer: Jakobs Rolle in der Genesis. In: Biblische Zeitschrift. Neue Folge 47 (2003), S. 269–280, doi:10.15496/publikation-68370 (Manuskript als PDF).
- Irmtraud Fischer: Die Erzeltern Israels. Feministisch-theologische Studien zu Gen 12–36 (= Beihefte zur Zeitschrift für die alttestamentliche Wissenschaft. Band 222). De Gruyter, Berlin / New York 1994, ISBN 3-11-014232-5.
- Matthias Köckert: Die Geschichte der Abrahamüberlieferung. In: André Lemaire (Hrsg.) Congress Volume Leiden 2004 (= Vetus Testamentum, Supplements. Band 109). Brill, Leiden 2006, S. 103–128, ISBN 90-04-14913-9.
- Matthias Millard: Die Genesis als Eröffnung der Tora. Kompositions- und auslegungsgeschichtliche Annäherungen an das erste Buch Mose (= Wissenschaftliche Monographien zum Alten und Neuen Testament. Band 90). Neukirchener Verlag, Neukirchen-Vluyn 2001, ISBN 3-7887-1830-7.
- Anke Mühling: „Blickt auf Abraham, euren Vater“. Abraham als Identifikationsfigur des Judentums in der Zeit des Exils und des Zweiten Tempels (= Forschungen zur Religion und Literatur des Alten und Neuen Testaments. Band 236). Vandenhoeck & Ruprecht, Göttingen 2011, ISBN 978-3-525-53098-6, besonders S. 23–76: Die Abraham-Erzählungen der Genesis (Zugl.: Heidelberg, Univ., Diss., 2009).
- Martin Rösel: Übersetzung als Vollendung der Auslegung. Studien zur Genesis-Septuaginta (= Beihefte zur Zeitschrift für die alttestamentliche Wissenschaft. Band 223). De Gruyter, Berlin / New York 1994, ISBN 3-11-014234-1.
- Johannes Schildenberger: Der Aufbau des Buches Genesis. In: Zeugnis des Geistes. Gabe zum Benedictus=Jubiläum 547–1947. Dargeboten von der Erzabtei Beuron (= Beiheft zum XXIII. Jg. der Benediktinischen Monatschrift). Beuroner Kunstverlag, Beuron 1947, S. 139–156.
- Harald Martin Wahl: Die Jakobserzählungen: Studien zu ihrer mündlichen Überlieferung, Verschriftlichung und Historizität (= Beihefte zur Zeitschrift für die alttestamentliche Wissenschaft. Band 258). De Gruyter, Berlin / New York 1997, ISBN 3-11-015758-6.